# 1889
Portal Geschichte | Portal Biografien | Aktuelle Ereignisse | Jahreskalender | Tagesartikel

◄ |
18. Jahrhundert |
19. Jahrhundert
| 20. Jahrhundert | ►

◄ |
1850er |
1860er |
1870er |
1880er
| 1890er | 1900er | 1910er | ►

◄◄ |
◄ |
1885 |
1886 |
1887 |
1888 |
1889
| 1890 | 1891 | 1892 | 1893 | ► | ►►
Staatsoberhäupter · Wahlen · Nekrolog · Kunstjahr · Literaturjahr · Musikjahr · Filmjahr  · Sportjahr
| Januar | Januar | Januar | Januar | Januar | Januar | Januar | Januar |
| Kw     | Mo     | Di     | Mi     | Do     | Fr     | Sa     | So     |
| ------ | ------ | ------ | ------ | ------ | ------ | ------ | ------ |
| 1      |        | 1      | 2      | 3      | 4      | 5      | 6      |
| 2      | 7      | 8      | 9      | 10     | 11     | 12     | 13     |
| 3      | 14     | 15     | 16     | 17     | 18     | 19     | 20     |
| 4      | 21     | 22     | 23     | 24     | 25     | 26     | 27     |
| 5      | 28     | 29     | 30     | 31     |        |        |        |

| Februar | Februar | Februar | Februar | Februar | Februar | Februar | Februar |
| Kw      | Mo      | Di      | Mi      | Do      | Fr      | Sa      | So      |
| ------- | ------- | ------- | ------- | ------- | ------- | ------- | ------- |
| 5       |         |         |         |         | 1       | 2       | 3       |
| 6       | 4       | 5       | 6       | 7       | 8       | 9       | 10      |
| 7       | 11      | 12      | 13      | 14      | 15      | 16      | 17      |
| 8       | 18      | 19      | 20      | 21      | 22      | 23      | 24      |
| 9       | 25      | 26      | 27      | 28      |         |         |         |

| März | März | März | März | März | März | März | März |
| Kw   | Mo   | Di   | Mi   | Do   | Fr   | Sa   | So   |
| ---- | ---- | ---- | ---- | ---- | ---- | ---- | ---- |
| 9    |      |      |      |      | 1    | 2    | 3    |
| 10   | 4    | 5    | 6    | 7    | 8    | 9    | 10   |
| 11   | 11   | 12   | 13   | 14   | 15   | 16   | 17   |
| 12   | 18   | 19   | 20   | 21   | 22   | 23   | 24   |
| 13   | 25   | 26   | 27   | 28   | 29   | 30   | 31   |

| April | April | April | April | April | April | April | April |
| Kw    | Mo    | Di    | Mi    | Do    | Fr    | Sa    | So    |
| ----- | ----- | ----- | ----- | ----- | ----- | ----- | ----- |
| 14    | 1     | 2     | 3     | 4     | 5     | 6     | 7     |
| 15    | 8     | 9     | 10    | 11    | 12    | 13    | 14    |
| 16    | 15    | 16    | 17    | 18    | 19    | 20    | 21    |
| 17    | 22    | 23    | 24    | 25    | 26    | 27    | 28    |
| 18    | 29    | 30    |       |       |       |       |       |

| Mai | Mai | Mai | Mai | Mai | Mai | Mai | Mai |
| Kw  | Mo  | Di  | Mi  | Do  | Fr  | Sa  | So  |
| 18  |     |     | 1   | 2   | 3   | 4   | 5   |
| 19  | 6   | 7   | 8   | 9   | 10  | 11  | 12  |
| 20  | 13  | 14  | 15  | 16  | 17  | 18  | 19  |
| 21  | 20  | 21  | 22  | 23  | 24  | 25  | 26  |
| 22  | 27  | 28  | 29  | 30  | 31  |     |     |
| --- | --- | --- | --- | --- | --- | --- | --- |

| Juni | Juni | Juni | Juni | Juni | Juni | Juni | Juni |
| Kw   | Mo   | Di   | Mi   | Do   | Fr   | Sa   | So   |
| ---- | ---- | ---- | ---- | ---- | ---- | ---- | ---- |
| 22   |      |      |      |      |      | 1    | 2    |
| 23   | 3    | 4    | 5    | 6    | 7    | 8    | 9    |
| 24   | 10   | 11   | 12   | 13   | 14   | 15   | 16   |
| 25   | 17   | 18   | 19   | 20   | 21   | 22   | 23   |
| 26   | 24   | 25   | 26   | 27   | 28   | 29   | 30   |

| Juli | Juli | Juli | Juli | Juli | Juli | Juli | Juli |
| Kw   | Mo   | Di   | Mi   | Do   | Fr   | Sa   | So   |
| ---- | ---- | ---- | ---- | ---- | ---- | ---- | ---- |
| 27   | 1    | 2    | 3    | 4    | 5    | 6    | 7    |
| 28   | 8    | 9    | 10   | 11   | 12   | 13   | 14   |
| 29   | 15   | 16   | 17   | 18   | 19   | 20   | 21   |
| 30   | 22   | 23   | 24   | 25   | 26   | 27   | 28   |
| 31   | 29   | 30   | 31   |      |      |      |      |

| August | August | August | August | August | August | August | August |
| Kw     | Mo     | Di     | Mi     | Do     | Fr     | Sa     | So     |
| ------ | ------ | ------ | ------ | ------ | ------ | ------ | ------ |
| 31     |        |        |        | 1      | 2      | 3      | 4      |
| 32     | 5      | 6      | 7      | 8      | 9      | 10     | 11     |
| 33     | 12     | 13     | 14     | 15     | 16     | 17     | 18     |
| 34     | 19     | 20     | 21     | 22     | 23     | 24     | 25     |
| 35     | 26     | 27     | 28     | 29     | 30     | 31     |        |

| September | September | September | September | September | September | September | September |
| Kw        | Mo        | Di        | Mi        | Do        | Fr        | Sa        | So        |
| --------- | --------- | --------- | --------- | --------- | --------- | --------- | --------- |
| 35        |           |           |           |           |           |           | 1         |
| 36        | 2         | 3         | 4         | 5         | 6         | 7         | 8         |
| 37        | 9         | 10        | 11        | 12        | 13        | 14        | 15        |
| 38        | 16        | 17        | 18        | 19        | 20        | 21        | 22        |
| 39        | 23        | 24        | 25        | 26        | 27        | 28        | 29        |
| 40        | 30        |           |           |           |           |           |           |

| Oktober | Oktober | Oktober | Oktober | Oktober | Oktober | Oktober | Oktober |
| Kw      | Mo      | Di      | Mi      | Do      | Fr      | Sa      | So      |
| ------- | ------- | ------- | ------- | ------- | ------- | ------- | ------- |
| 40      |         | 1       | 2       | 3       | 4       | 5       | 6       |
| 41      | 7       | 8       | 9       | 10      | 11      | 12      | 13      |
| 42      | 14      | 15      | 16      | 17      | 18      | 19      | 20      |
| 43      | 21      | 22      | 23      | 24      | 25      | 26      | 27      |
| 44      | 28      | 29      | 30      | 31      |         |         |         |

| November | November | November | November | November | November | November | November |
| Kw       | Mo       | Di       | Mi       | Do       | Fr       | Sa       | So       |
| -------- | -------- | -------- | -------- | -------- | -------- | -------- | -------- |
| 44       |          |          |          |          | 1        | 2        | 3        |
| 45       | 4        | 5        | 6        | 7        | 8        | 9        | 10       |
| 46       | 11       | 12       | 13       | 14       | 15       | 16       | 17       |
| 47       | 18       | 19       | 20       | 21       | 22       | 23       | 24       |
| 48       | 25       | 26       | 27       | 28       | 29       | 30       |          |

| Dezember | Dezember | Dezember | Dezember | Dezember | Dezember | Dezember | Dezember |
| Kw       | Mo       | Di       | Mi       | Do       | Fr       | Sa       | So       |
| -------- | -------- | -------- | -------- | -------- | -------- | -------- | -------- |
| 48       |          |          |          |          |          |          | 1        |
| 49       | 2        | 3        | 4        | 5        | 6        | 7        | 8        |
| 50       | 9        | 10       | 11       | 12       | 13       | 14       | 15       |
| 51       | 16       | 17       | 18       | 19       | 20       | 21       | 22       |
| 52       | 23       | 24       | 25       | 26       | 27       | 28       | 29       |
| 1        | 30       | 31       |          |          |          |          |          |

| Januar | Januar | Januar | Januar | Januar | Januar | Januar | Januar |
| Kw     | Mo     | Di     | Mi     | Do     | Fr     | Sa     | So     |
| ------ | ------ | ------ | ------ | ------ | ------ | ------ | ------ |
| 1      |        | 1      | 2      | 3      | 4      | 5      | 6      |
| 2      | 7      | 8      | 9      | 10     | 11     | 12     | 13     |
| 3      | 14     | 15     | 16     | 17     | 18     | 19     | 20     |
| 4      | 21     | 22     | 23     | 24     | 25     | 26     | 27     |
| 5      | 28     | 29     | 30     | 31     |        |        |        |

| Februar | Februar | Februar | Februar | Februar | Februar | Februar | Februar |
| Kw      | Mo      | Di      | Mi      | Do      | Fr      | Sa      | So      |
| ------- | ------- | ------- | ------- | ------- | ------- | ------- | ------- |
| 5       |         |         |         |         | 1       | 2       | 3       |
| 6       | 4       | 5       | 6       | 7       | 8       | 9       | 10      |
| 7       | 11      | 12      | 13      | 14      | 15      | 16      | 17      |
| 8       | 18      | 19      | 20      | 21      | 22      | 23      | 24      |
| 9       | 25      | 26      | 27      | 28      |         |         |         |

| März | März | März | März | März | März | März | März |
| Kw   | Mo   | Di   | Mi   | Do   | Fr   | Sa   | So   |
| ---- | ---- | ---- | ---- | ---- | ---- | ---- | ---- |
| 9    |      |      |      |      | 1    | 2    | 3    |
| 10   | 4    | 5    | 6    | 7    | 8    | 9    | 10   |
| 11   | 11   | 12   | 13   | 14   | 15   | 16   | 17   |
| 12   | 18   | 19   | 20   | 21   | 22   | 23   | 24   |
| 13   | 25   | 26   | 27   | 28   | 29   | 30   | 31   |

| April | April | April | April | April | April | April | April |
| Kw    | Mo    | Di    | Mi    | Do    | Fr    | Sa    | So    |
| ----- | ----- | ----- | ----- | ----- | ----- | ----- | ----- |
| 14    | 1     | 2     | 3     | 4     | 5     | 6     | 7     |
| 15    | 8     | 9     | 10    | 11    | 12    | 13    | 14    |
| 16    | 15    | 16    | 17    | 18    | 19    | 20    | 21    |
| 17    | 22    | 23    | 24    | 25    | 26    | 27    | 28    |
| 18    | 29    | 30    |       |       |       |       |       |

| Mai | Mai | Mai | Mai | Mai | Mai | Mai | Mai |
| Kw  | Mo  | Di  | Mi  | Do  | Fr  | Sa  | So  |
| 18  |     |     | 1   | 2   | 3   | 4   | 5   |
| 19  | 6   | 7   | 8   | 9   | 10  | 11  | 12  |
| 20  | 13  | 14  | 15  | 16  | 17  | 18  | 19  |
| 21  | 20  | 21  | 22  | 23  | 24  | 25  | 26  |
| 22  | 27  | 28  | 29  | 30  | 31  |     |     |
| --- | --- | --- | --- | --- | --- | --- | --- |

| Juni | Juni | Juni | Juni | Juni | Juni | Juni | Juni |
| Kw   | Mo   | Di   | Mi   | Do   | Fr   | Sa   | So   |
| ---- | ---- | ---- | ---- | ---- | ---- | ---- | ---- |
| 22   |      |      |      |      |      | 1    | 2    |
| 23   | 3    | 4    | 5    | 6    | 7    | 8    | 9    |
| 24   | 10   | 11   | 12   | 13   | 14   | 15   | 16   |
| 25   | 17   | 18   | 19   | 20   | 21   | 22   | 23   |
| 26   | 24   | 25   | 26   | 27   | 28   | 29   | 30   |

| Juli | Juli | Juli | Juli | Juli | Juli | Juli | Juli |
| Kw   | Mo   | Di   | Mi   | Do   | Fr   | Sa   | So   |
| ---- | ---- | ---- | ---- | ---- | ---- | ---- | ---- |
| 27   | 1    | 2    | 3    | 4    | 5    | 6    | 7    |
| 28   | 8    | 9    | 10   | 11   | 12   | 13   | 14   |
| 29   | 15   | 16   | 17   | 18   | 19   | 20   | 21   |
| 30   | 22   | 23   | 24   | 25   | 26   | 27   | 28   |
| 31   | 29   | 30   | 31   |      |      |      |      |

| August | August | August | August | August | August | August | August |
| Kw     | Mo     | Di     | Mi     | Do     | Fr     | Sa     | So     |
| ------ | ------ | ------ | ------ | ------ | ------ | ------ | ------ |
| 31     |        |        |        | 1      | 2      | 3      | 4      |
| 32     | 5      | 6      | 7      | 8      | 9      | 10     | 11     |
| 33     | 12     | 13     | 14     | 15     | 16     | 17     | 18     |
| 34     | 19     | 20     | 21     | 22     | 23     | 24     | 25     |
| 35     | 26     | 27     | 28     | 29     | 30     | 31     |        |

| September | September | September | September | September | September | September | September |
| Kw        | Mo        | Di        | Mi        | Do        | Fr        | Sa        | So        |
| --------- | --------- | --------- | --------- | --------- | --------- | --------- | --------- |
| 35        |           |           |           |           |           |           | 1         |
| 36        | 2         | 3         | 4         | 5         | 6         | 7         | 8         |
| 37        | 9         | 10        | 11        | 12        | 13        | 14        | 15        |
| 38        | 16        | 17        | 18        | 19        | 20        | 21        | 22        |
| 39        | 23        | 24        | 25        | 26        | 27        | 28        | 29        |
| 40        | 30        |           |           |           |           |           |           |

| Oktober | Oktober | Oktober | Oktober | Oktober | Oktober | Oktober | Oktober |
| Kw      | Mo      | Di      | Mi      | Do      | Fr      | Sa      | So      |
| ------- | ------- | ------- | ------- | ------- | ------- | ------- | ------- |
| 40      |         | 1       | 2       | 3       | 4       | 5       | 6       |
| 41      | 7       | 8       | 9       | 10      | 11      | 12      | 13      |
| 42      | 14      | 15      | 16      | 17      | 18      | 19      | 20      |
| 43      | 21      | 22      | 23      | 24      | 25      | 26      | 27      |
| 44      | 28      | 29      | 30      | 31      |         |         |         |

| November | November | November | November | November | November | November | November |
| Kw       | Mo       | Di       | Mi       | Do       | Fr       | Sa       | So       |
| -------- | -------- | -------- | -------- | -------- | -------- | -------- | -------- |
| 44       |          |          |          |          | 1        | 2        | 3        |
| 45       | 4        | 5        | 6        | 7        | 8        | 9        | 10       |
| 46       | 11       | 12       | 13       | 14       | 15       | 16       | 17       |
| 47       | 18       | 19       | 20       | 21       | 22       | 23       | 24       |
| 48       | 25       | 26       | 27       | 28       | 29       | 30       |          |

| Dezember | Dezember | Dezember | Dezember | Dezember | Dezember | Dezember | Dezember |
| Kw       | Mo       | Di       | Mi       | Do       | Fr       | Sa       | So       |
| -------- | -------- | -------- | -------- | -------- | -------- | -------- | -------- |
| 48       |          |          |          |          |          |          | 1        |
| 49       | 2        | 3        | 4        | 5        | 6        | 7        | 8        |
| 50       | 9        | 10       | 11       | 12       | 13       | 14       | 15       |
| 51       | 16       | 17       | 18       | 19       | 20       | 21       | 22       |
| 52       | 23       | 24       | 25       | 26       | 27       | 28       | 29       |
| 1        | 30       | 31       |          |          |          |          |          |

## Ereignisse

### Politik und Weltgeschehen

#### Deutsches Reich
- 24. April: In der Bochumer Zeche Präsident beginnt ein Bergarbeiterstreik, dem sich bald rund 90 % der Arbeiter im Ruhrbergbau anschließen.
- 27. April: Wilhelm II., Deutscher Kaiser und König von Preußen, weilt auf der Wartburg.
- 24. Mai: Der Deutsche Reichstag gibt seine Zustimmung zur Renten- und Invaliditätsversicherung.
- 4. August: Der Rechtsschutzverein für die bergmännische Bevölkerung des Oberbergamtsbezirks Bonn wird gegründet.
- König Umberto von Italien ist auf Staatsbesuch in Berlin.
- Im Deutschen Kaiserreich erfolgt die Gründung der antisemitischen Deutschsozialen Partei.

#### Großbritannien und Irland
- 31. Mai: Das britische Parlament verabschiedet den Naval Defence Act und schreibt damit den Two-Power-Standard fest.
- 16. September: Der seit dem 15. August anhaltende Streik der Londoner Dockarbeiter wird beigelegt. Die etwa 180.000 im Arbeitskampf befindlichen Arbeiter setzen sich im Wesentlichen mit ihrer Forderung von einem Stundenlohn von sechs Pence und einen Mindestlohn von zwei Shilling täglich durch.

#### Weitere Ereignisse in Europa
- 1. Januar: Bernhard Hammer wird zum zweiten Mal Bundespräsident der Schweiz.
- 30. Januar: Auf Schloss Mayerling werden der österreichisch-ungarische Thronfolger Rudolf und Maria von Vetsera unter bis heute nicht völlig geklärten Umständen tot aufgefunden.
- 23. April: In Schweden entsteht die Sveriges socialdemokratiska arbetareparti, die sich in ihren politischen Forderungen nah an der Arbeiterbewegung in Deutschland orientiert.

- 12. Dezember: Das Aussehen des Eidgenössischen Wappens wird von der Schweizer Bundesversammlung festgelegt.

#### Vereinigte Staaten von Amerika

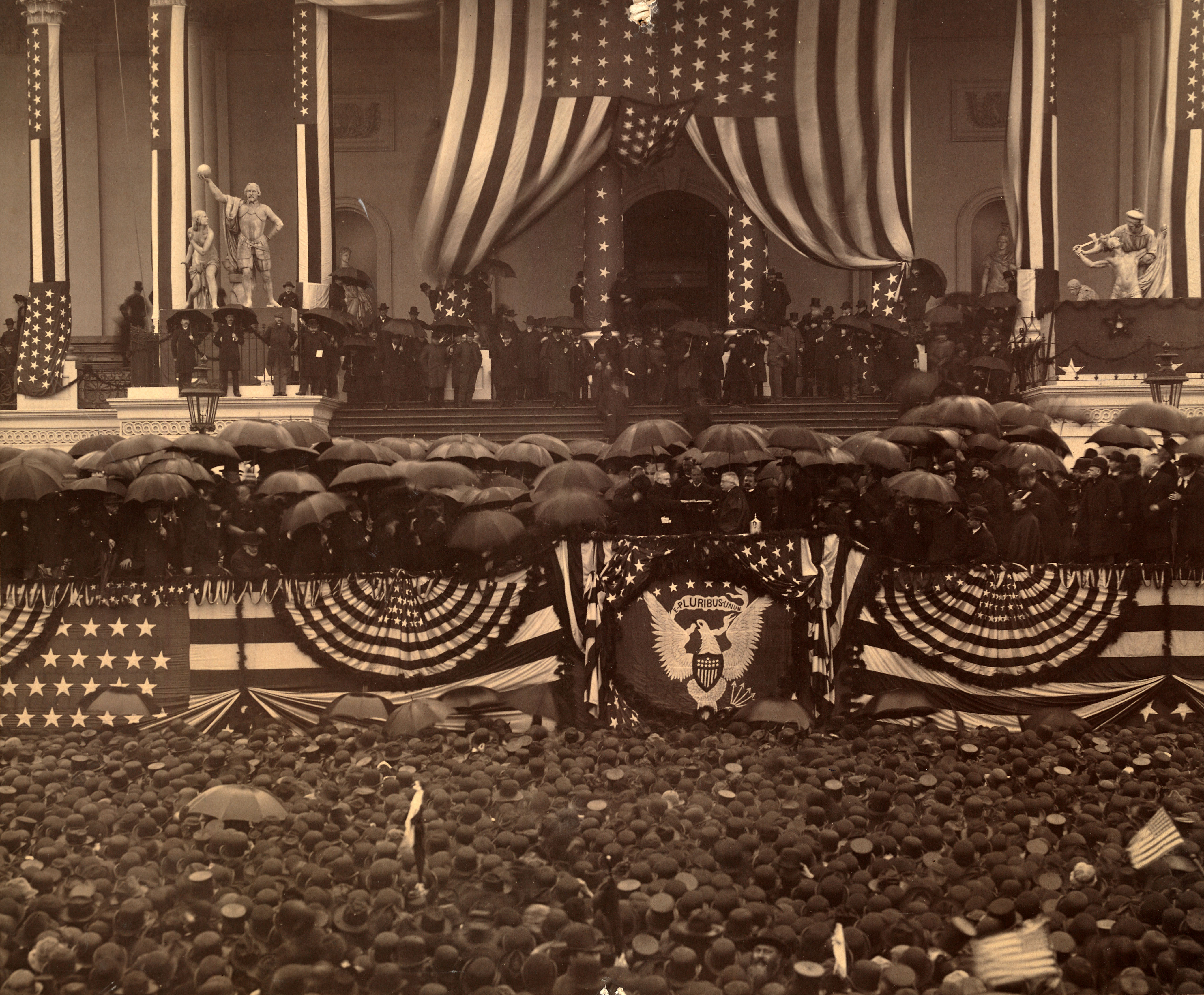
Harrisons Amtseinführung

- 4. März: Der Republikaner Benjamin Harrison wird als 23. Präsident der Vereinigten Staaten in sein Amt eingeführt. Er löst den Demokraten Grover Cleveland ab. Harrisons Vizepräsident wird Levi P. Morton.
- 23. März: Präsident Harrison unterzeichnet eine Proklamation, mit der der Besiedlung eines großen Teils des bisherigen Indianerterritoriums durch nicht indigene Siedler stattgegeben wird. Der größte Teil des übrig gebliebenen Indianerterritoriums in der Region von Oklahoma ist bis dahin vorwiegend Stammesgebiet der Fünf zivilisierten Nationen, der Indianervölker der Cherokee, Chickasaw, Choctaw, Muskogee und Seminolen. Diese Stämme sind bis 1838/39 beim Pfad der Tränen gewaltsam aus ihrer angestammten Heimat in das als unwirtlich geltende Oklahoma-Territorium zwangsumgesiedelt worden, wo sie das Land mit ansässigen Stämmen teilen mussten. Harrisons Proklamation tritt einen Monat später in Kraft.

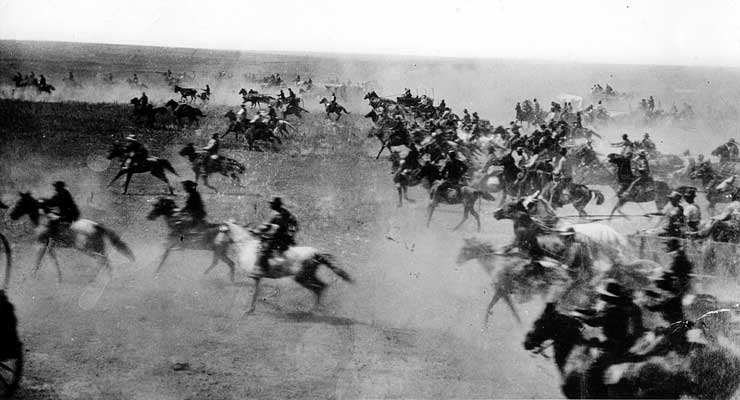
Oklahoma Land Run (zeitgenössische Fotografie)

- 22. April: Beim Oklahoma Land Run veranstalten Tausende angloamerikanische Siedler ein Wettrennen, um ein möglichst gutes Stück Land im westlichen Teil des Indianerterritoriums, des späteren Bundesstaates Oklahoma zu ergattern. Schon in den Tagen zuvor haben einige Kolonisten illegal die Grenze zum Cherokee-Outlet übertreten, und heimlich Landparzellen für sich abgesteckt. Der Oklahoma Land Run gilt als einer der historischen Eckpunkte, die symbolisch das Ende der US-amerikanischen Pionierzeit markieren, die in der heutigen Populärkultur oft als Wilder Westen bezeichnet wird.
- Wenige Tage nach dem Oklahoma Land Run wird eine provisorische Regierung in dem Territorium installiert, aus dem sich im folgenden Jahr das Oklahoma-Territorium entwickelt. Das heutige Oklahoma City wird innerhalb kurzer Zeit von Tausenden Menschen besiedelt.
- 2. Oktober: Die Vereinigten Staaten veranstalten die erste Panamerikanische Konferenz zur Sicherung ihres Einflusses in Lateinamerika.

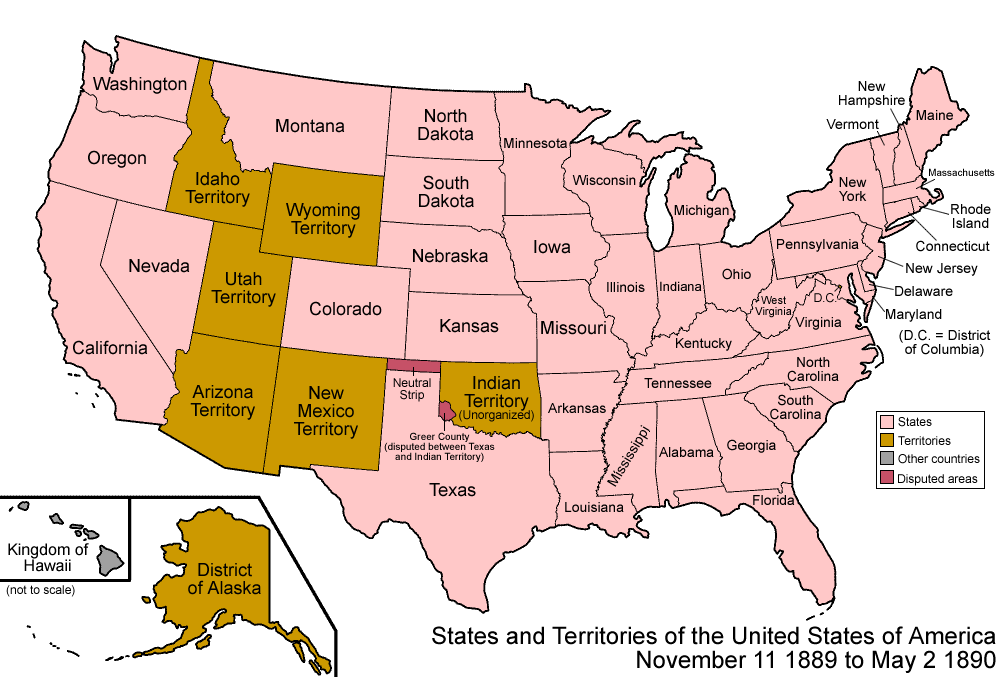
Vereinigte Staaten 1889

- 2. November: Das bisherige Dakota-Territorium wird in zwei Bundesstaaten geteilt. North Dakota mit der Hauptstadt Bismarck tritt als 39., South Dakota mit der Hauptstadt Pierre als 40. Staat den Vereinigten Staaten bei.
- 8. November: Das bisherige Montana-Territorium wird unter dem Namen Montana der 41. Bundesstaat der USA. Helena setzt sich gegen Anaconda als Hauptstadt durch.
- 11. November: Das Washington-Territorium wird unter dem Namen Washington als 42. Bundesstaat in die Union aufgenommen. Hauptstadt wird Olympia.

#### Brasilien
- 15. November: Ein Militärputsch in Brasilien stürzt Kaiser Pedro II., der mit seiner Familie nach Frankreich ins Exil geht. Marschall Manuel Deodoro da Fonseca ruft die Republik aus. Die Praça de Dom Pedro II, auf der die Proklamation erfolgt, wird in Praça Quinze de Novembro umbenannt. Der Stand der Gestirne über Rio de Janeiro um 8:30 Uhr wird ab dem 19. November in der Flagge Brasiliens abgebildet, weil die Proklamation zu dieser Stunde erfolgt.

Flagge des Kaiserreichs Brasilien bis 15. November 1889
1. Flagge der Vereinigten Staaten von Brasilien, 15. bis 19. November 1889
2. Flagge der Vereinigten Staaten von Brasilien, ab 19. November 1889

#### Asien

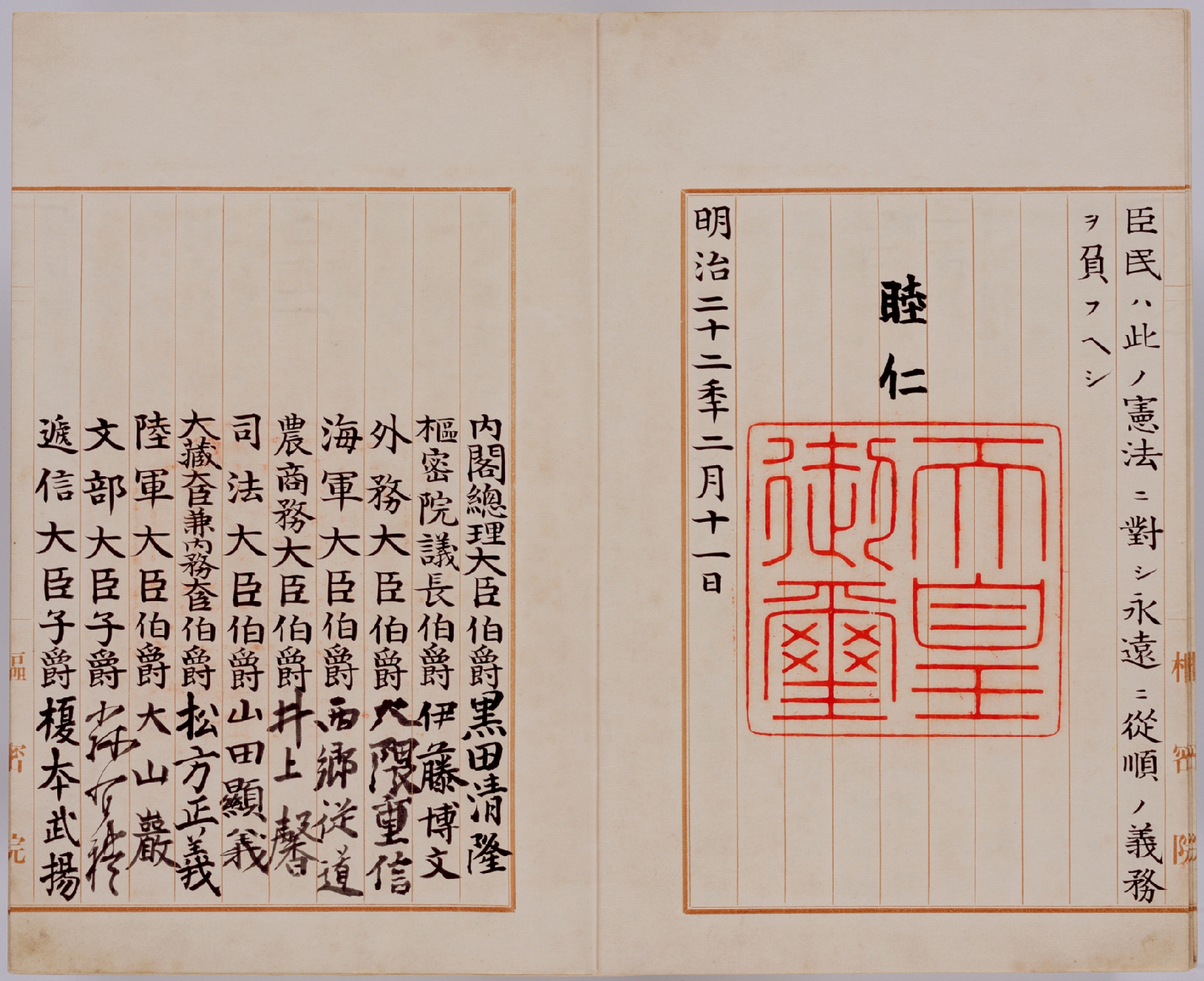
Bekanntmachung zur japanischen Verfassung mit Unterschrift des Kaisers

- 11. Februar: Während der Meiji-Zeit im Kaiserreich Japan wird unter Kaiser Mutsuhito die Meiji-Verfassung verkündet, eine moderne Verfassung nach europäischem Muster. Durch diesen Akt im Zuge der Meiji-Restauration wird Japan von einer absoluten zu einer konstitutionellen Monarchie.

#### Afrika
- 9. März: In der Schlacht von Gallabat schlagen die sudanesischen Mahdisten die äthiopische Armee unter Kaiser Yohannes IV., der in der Schlacht fällt. Noch auf dem Sterbebett erklärt Yohannes seinen „natürlichen Sohn“ Mengesha Yohannes zu seinem Nachfolger als Negus negest. Dieser wird zunächst auch von General Alula Engida unterstützt, kann sich im Machtkampf gegen Menelik II. aber nicht durchsetzen.
- 2. Mai: Menelik II. als Kaiser von Äthiopien und der italienische Ministerpräsident Francesco Crispi schließen den Vertrag von Uccialli. Dessen unterschiedliche Interpretation führt 1895 zum Ersten Italienisch-Äthiopischen Krieg.
- 3. August: In der Schlacht von Toski besiegt eine anglo-ägyptische Armee die Mahdisten in Ägypten.
- 29. Dezember: Behanzin folgt seinem verstorbenen Vater Glélé als letzter unabhängiger König von Dahomey im heutigen Benin.
- Die Elfenbeinküste wird offiziell französisches Protektoratsgebiet.

#### Ozeanien
- 14. Juni: Nach einer Konferenz über Samoa der drei Mächte Deutschland, Großbritannien und Vereinigte Staaten wird die Inselgruppe zum unabhängigen und neutralen Gebiet unter dem Schutz der Mächte erklärt.

### Wirtschaft

#### Die Weltausstellung 1889 in Paris

Luftbild der Weltausstellung

- 6. Mai: Die Weltausstellung in Paris, Frankreich, wird eröffnet.

#### Skandale und Krisen
- 4. Februar: Die französische Gesellschaft zum Bau des Panamakanals geht in den gerichtlichen Konkurs, was etwa 85.000 Gläubiger schädigt. Der Panamaskandal zieht herauf.
- Zusammenbruch der Magdeburger Börse, bekannt unter der Bezeichnung Magdeburger Zuckerkrach

#### Patente
- 8. Januar: Herman Hollerith meldet das Patent für ein System zur Verarbeitung von Lochkarten an und begründet so die maschinelle Datenverarbeitung.

#### Unternehmensgründungen
- 1. April: Der Berliner Zeitungsverleger Rudolf Mosse gründet die Berliner Morgen-Zeitung.
- 13. April: Der Hörder Bergwerks- und Hütten-Verein gründet den Munitionshersteller Rheinmetall.
- 19. Mai: Ernst Abbe errichtet die Carl-Zeiss-Stiftung, die zwei Tage später staatlich genehmigt wird.
- 28. Mai: Das Unternehmen Michelin wird von den Brüdern Édouard und André Michelin in Frankreich gegründet.
- 8. Juli: In New York erscheint die erste Ausgabe des Wall Street Journals.
- 12. Juli: In Wien erscheint nach dem Verbot der Gleichheit die Erstausgabe der Arbeiter-Zeitung, erster Chefredakteur ist Victor Adler.
- 17. September: Das Unternehmen Allianz Versicherungs-AG wird in München von Carl von Thieme und Wilhelm von Finck gegründet.
- 23. September: Die Firma Nintendo wird von Fusajiro Yamauchi in Kyōto gegründet, um Hanafuda-Spielkarten zu produzieren.
- 4. November: Auf der Vennbahn zwischen Aachen und Luxemburg wird der Betrieb vollständig aufgenommen.
- Gustav Brachhausen und Paul Riessner gründen im sächsischen Eutritzsch unter dem Namen Brachhausen & Riesner mechanische Musikwerke ein Unternehmen zur Herstellung von mechanischen Musikapparaten, aus dem sich später die Polyphon Musikwerke ebenso entwickeln werden wie der Automobilhersteller Dux.

#### Verkehr
- 23. März: In London nimmt die bis heute kostenlos benutzbare Woolwich-Fähre über die Themse den Betrieb auf.
- 14. Juni: Eine Gesellschaft zum Bau und Betrieb der Boizenburger Stadt- und Hafenbahn vom Boizenburger Bahnhof an der Bahnstrecke Hamburg–Berlin zum Hafen Boizenburg wird gegründet. Die jetzt notwendige Konzession wird von der Regierung des Großherzogtums Mecklenburg-Schwerin am 13. November erteilt.
- 17. Oktober: Mit der Funicolare di Chiaia wird in Neapel eine der ersten Standseilbahnen der Welt eröffnet.

#### Sonstiges
- 18. August: erster Deutscher Philatelistentag in Mainz
- 23. November: In San Francisco kommt erstmals ein umgebauter Edison-Phonograph als Musikautomat mit Münzeinwurf öffentlich zum Einsatz.

### Wissenschaft und Technik

#### Archäologie
- Der deutsche Archäologe Friedrich von Duhn und der deutsche Bauforscher Louis Jacobi finden bei Ausgrabungen in Pompeji einen dorischen Tempel aus dem 6. Jahrhundert v. Chr.

#### Ozeanographie

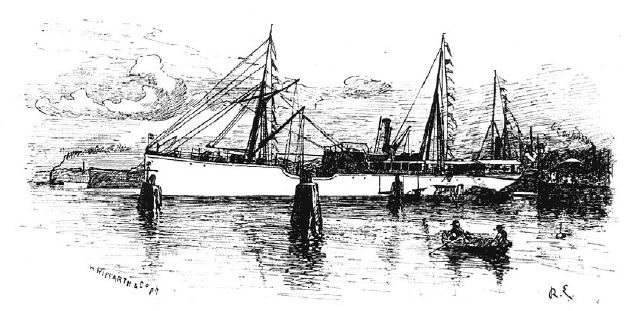
Der Dampfer National vor dem Auslaufen zur Plankton-Expedition am 14. Juli in Kiel

- 15. Juli: Die deutsche Plankton-Expedition beginnt; die ozeanographische Forschungsreise im Atlantik ist die weltweit erste, die sich dem Plankton widmete.
- 7. November: Die Plankton-Expedition kehrt nach Kiel zurück.

#### Weitere Naturwissenschaften
- 19. August: Auf dem Eiffelturm werden meteorologische Beobachtungen durchgeführt. Ein Blitzeinschlag durch ein unerwartet aufgezogenes Gewitter liefert neue Erkenntnisse für die Wissenschaft. Durch installierte Blitzableiter merken Personen auf der Plattform kaum etwas.

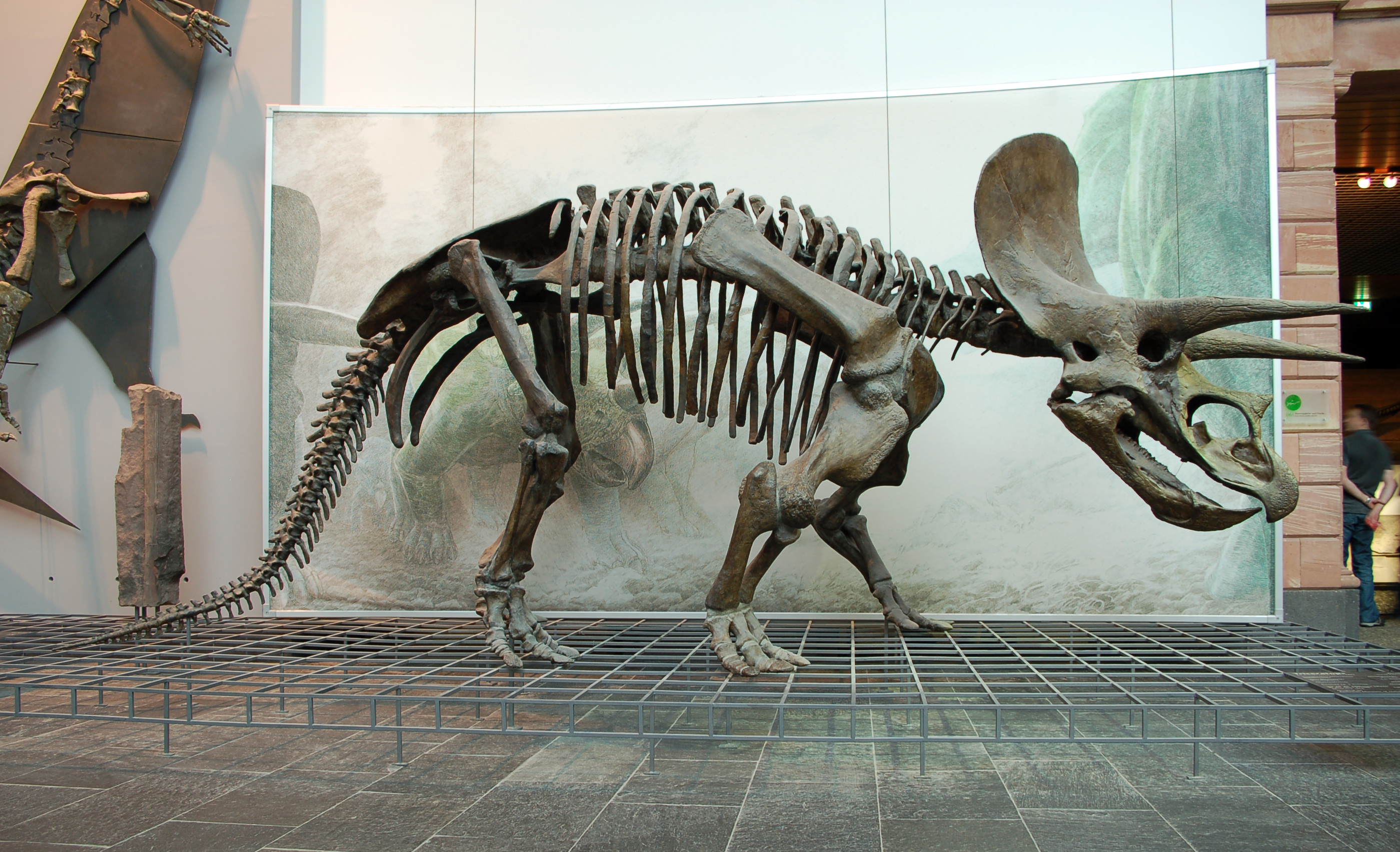
Triceratops

- Erstbeschreibung des Dinosauriers Triceratops von Othniel Charles Marsh
- Dem deutschen Geophysiker Ernst von Rebeur-Paschwitz gelingt in Potsdam mit einem Horizontalpendel die Aufzeichnung eines Erdbebens in Japan. Dies ist die erste Aufzeichnung eines Fernbebens.
- Die Astronomical Society of the Pacific wird gegründet.

#### Lehre und Forschung
- 30. Januar: Die University of Idaho wird per Gesetz ins Leben gerufen.
- 20. Mai: An der Friedrich-Wilhelms-Universität hält Georg Simmel den Vortrag Zur Psychologie des Geldes. Darauf basiert sein späteres Hauptwerk Philosophie des Geldes.

### Kultur

#### Architektur

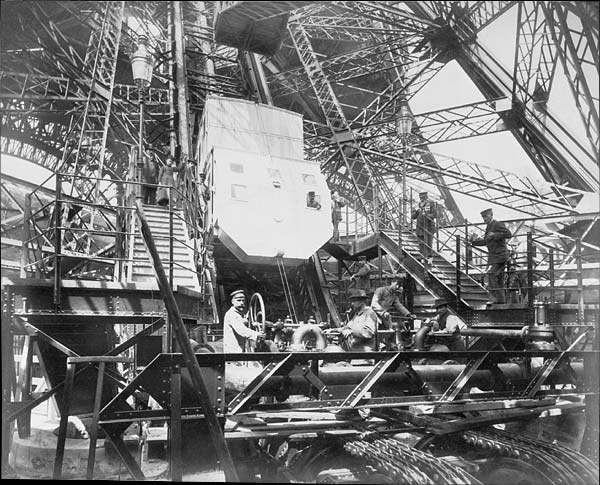
Einer der Aufzüge des Eiffelturms (1889)

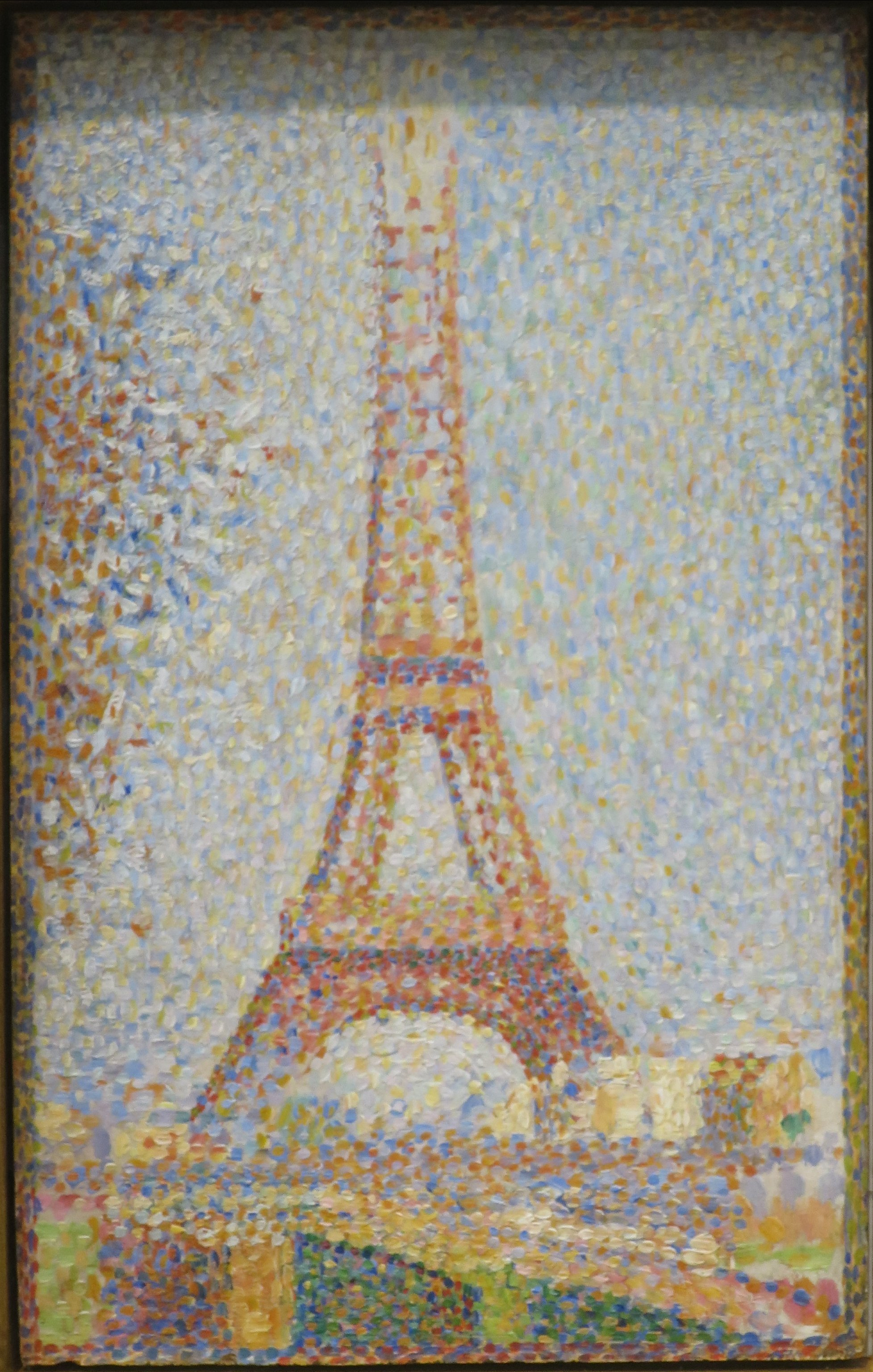
Georges Seurat: Eiffelturm, Öl auf Leinwand, 1889

- 31. März: In Paris, Frankreich, wird der anlässlich des hundertjährigen Jubiläums der Französischen Revolution errichtete Eiffelturm fertiggestellt und wenig später für das Publikum freigegeben. Die Pariser Bevölkerung empfindet das zu diesem Zeitpunkt höchste Bauwerk der Welt als einen Schandfleck und sammelt Unterschriften für seine Entfernung.
- 10. August: In Wien wird als eines der Ringstraßen-Bauwerke das Naturhistorische Museum eröffnet. Es wurde in 18-jähriger Bauzeit nach den Entwürfen von Gottfried Semper und Karl von Hasenauer im Stil des Historismus errichtet.
- In Turin wird die Mole Antonelliana, das höchste Gebäude Italiens, fertiggestellt.

#### Bildende Kunst
- Januar: Vincent van Gogh malt drei weitere Gemälde der Serie Sonnenblumen.

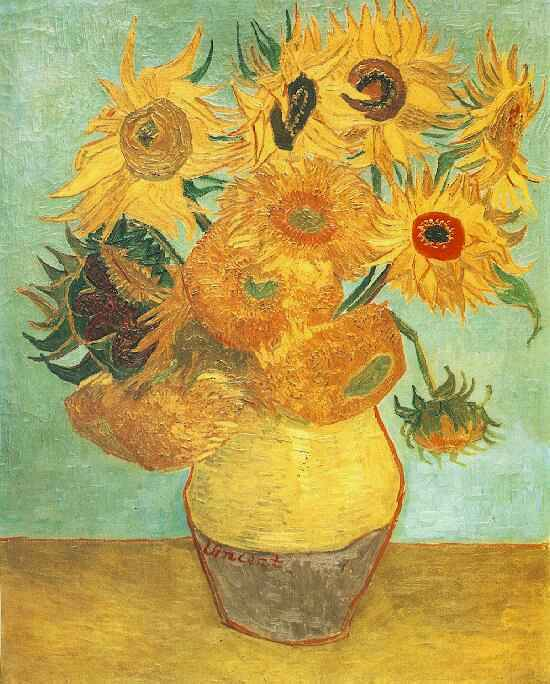
Zwölf Sonnenblumen
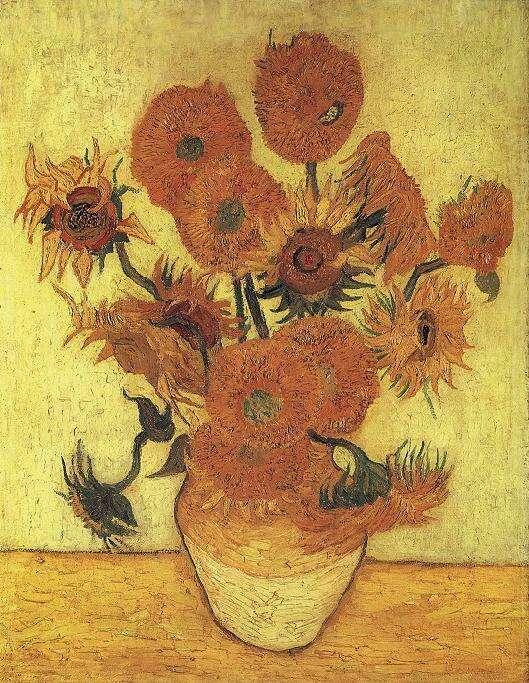
Fünfzehn Sonnenblumen
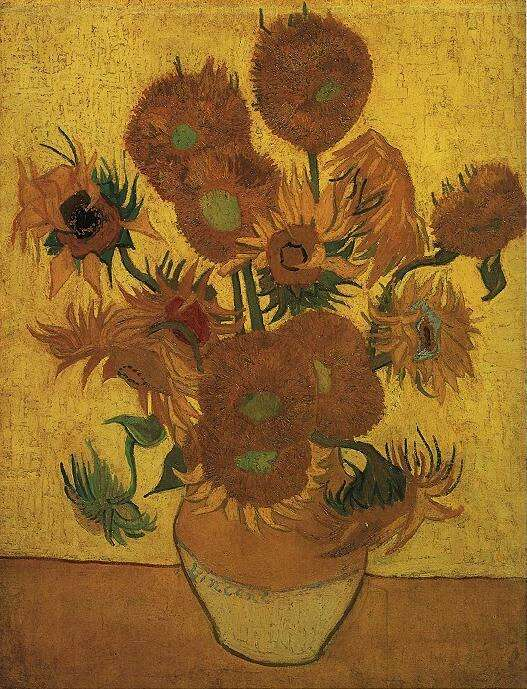
Fünfzehn Sonnenblumen

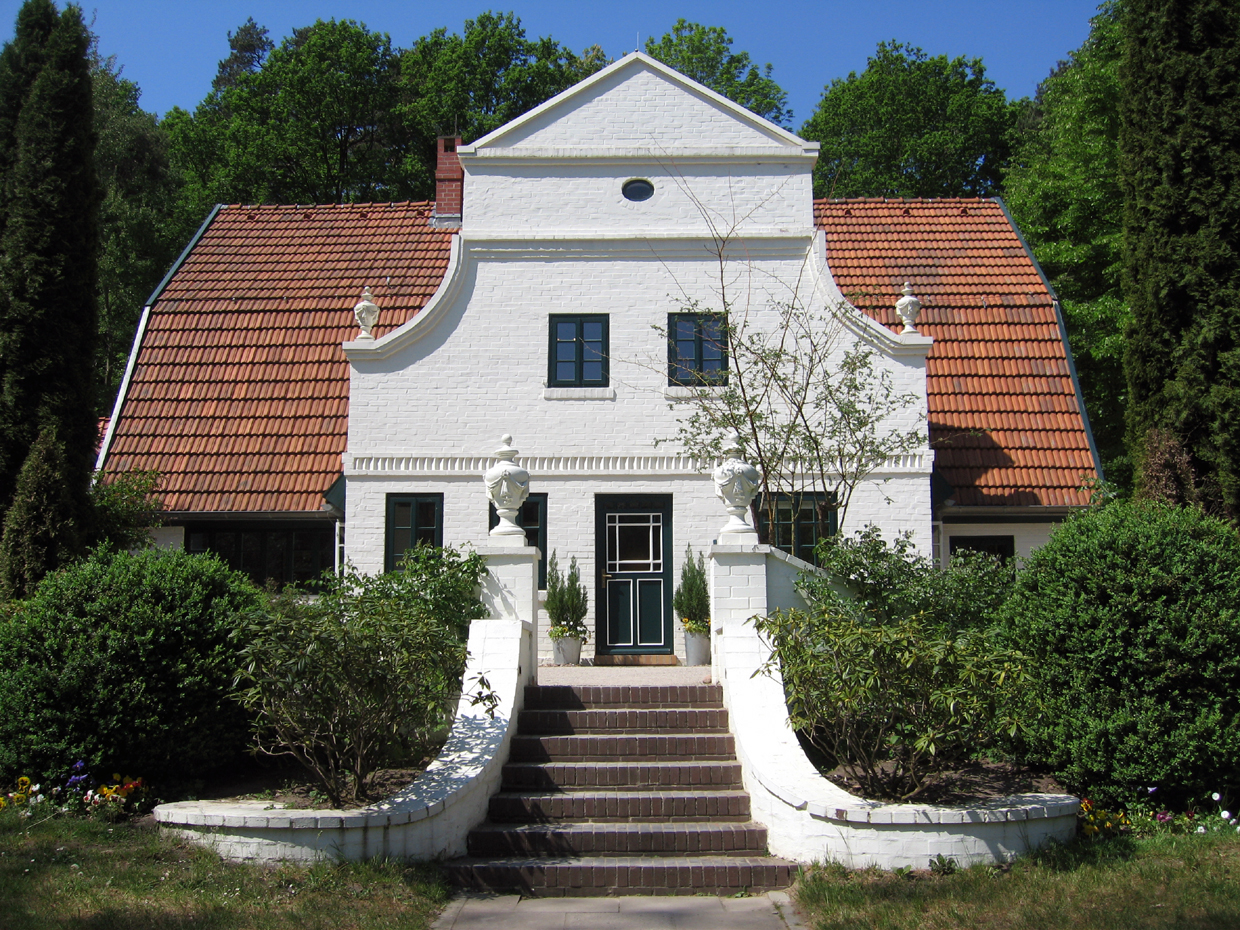
Der Barkenhoff in Worpswede

- In Worpswede wird die Künstlerkolonie gegründet.
- Eugen Bracht sendet die Urversion von Gestade der Vergessenheit an die Kunsthalle Darmstadt.

#### Musik und Theater
- 06. Februar: Das Ballett Le Talisman von Marius Petipa und Riccardo Drigo hat seine Uraufführung in Sankt Petersburg.
- 17. Februar: Die Sinfonie in d-Moll, die einzige Sinfonie des belgischen Komponisten César Franck hat ihre Uraufführung am Conservatoire de Paris mit Jules Garcin am Dirigentenpult.
- 02. März: Die Uraufführung der Operette Capitain Fracassa von Rudolf Dellinger findet am Carl Schultze Theater in Hamburg statt.

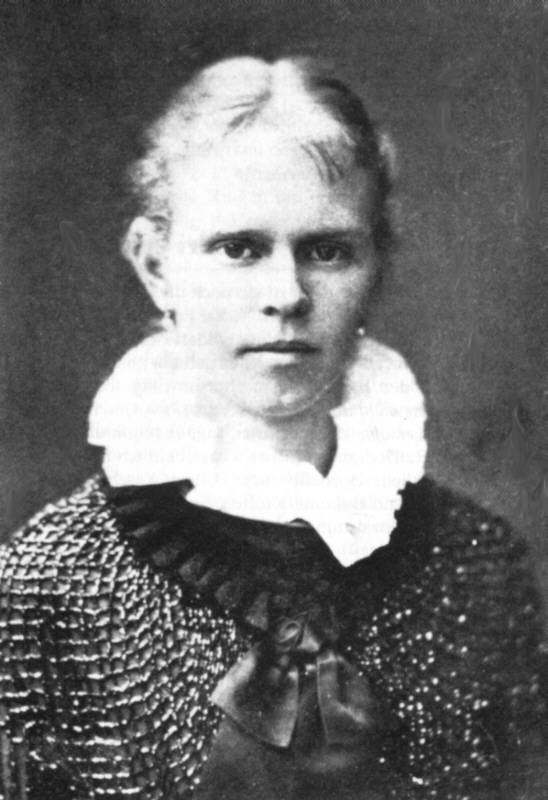
Siri von Essen

- 14. März: Die Tragödie Fräulein Julie von August Strindberg wird in Kopenhagen uraufgeführt. Strindbergs Ehefrau Siri von Essen spielt die Titelrolle. Da das Stück von der Zensur verboten worden ist, findet die Uraufführung bei geschlossener Gesellschaft statt.
- 05. April: In Berlin wird der Theaterverein Freie Bühne gegründet. Am 29. September um 12 Uhr mittags wird im Lessingtheater Gespenster von Henrik Ibsen als erstes Stück der Freien Bühne aufgeführt. Am 20. Oktober folgt das Stück Vor Sonnenaufgang von Gerhart Hauptmann als Uraufführung und verursacht einen handfesten Theaterskandal.

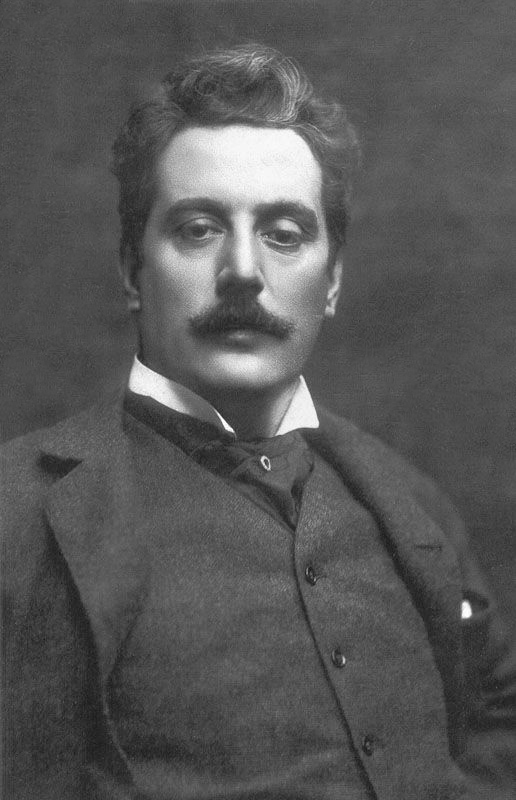
Giacomo Puccini

- 21. April: Die Uraufführung von Giacomo Puccinis zweiter Oper Edgar mit dem Libretto von Ferdinando Fontana am Teatro alla Scala di Milano in Mailand verläuft enttäuschend.
- 15. Mai: Die Uraufführung der Oper Esclarmonde von Jules Massenet erfolgt an der Opéra-Comique in Paris.
- Die ehemaligen Politiker Frank Hatton und Beriah Wilkins kaufen die Tageszeitung The Washington Post. Anlässlich dieses Ereignisses beauftragen sie John Philip Sousa mit der Komposition eines Marsches. The Washington Post March hat seine Uraufführung am 15. Juni im Rahmen eines Aufsatzwettbewerbes für Kinder.

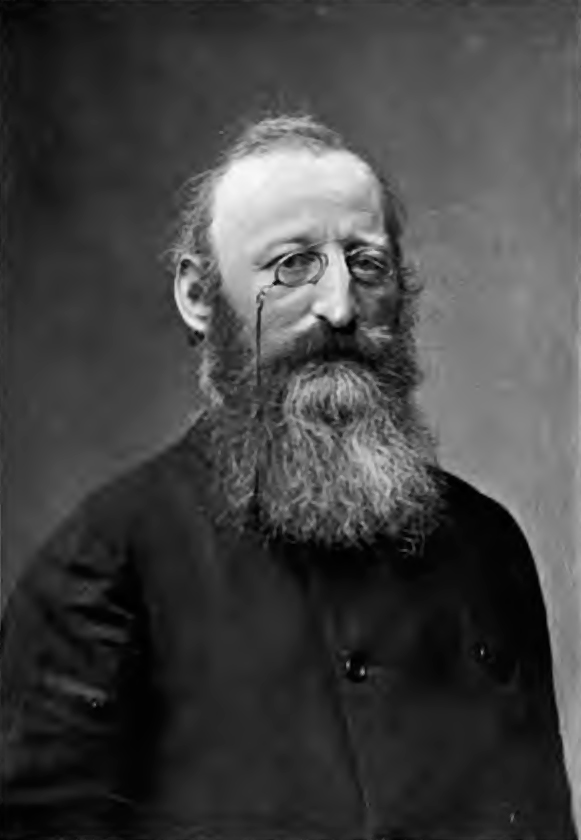
Ludwig Anzengruber

- 14. September: Das nach Entwürfen von Hermann Helmer und Ferdinand Fellner erbaute Wiener Volkstheater wird mit dem Stück Der Fleck auf der Ehr von Ludwig Anzengruber eröffnet. Anzengruber stirbt nur drei Monate später an einer Blutvergiftung.
- 06. Oktober: Im Pariser Stadtviertel Montmartre im 18. Arrondissement wird das von Joseph Oller und Charles Zidler erbaute Vergnügungslokal Moulin Rouge eröffnet, das sich zum berühmtesten Varietétheater der Welt entwickeln wird. Der Name geht auf die bekannte Nachbildung einer roten Mühle auf dem Dach zurück.
- 20. Oktober: Die durch den Theaterverein Freie Bühne am Berliner Lessingtheater veranstaltete Uraufführung des Sozialdramas Vor Sonnenaufgang von Gerhart Hauptmann bedeutet den Durchbruch des Naturalismus im deutschen Theater und die feste Etablierung eines bis dahin fast unbekannten Autors als Dramatiker.
- 20. November: Die Uraufführung der im gleichen Jahr verfassten 1. Sinfonie (Titan) von Gustav Mahler erfolgt an der königlich-ungarischen Oper in Budapest unter der Leitung des Komponisten.
- 07. Dezember: Die Operette The Gondoliers or, The King of Barataria des Komponisten Arthur Sullivan und des Librettisten W. S. Gilbert hat ihre Uraufführung am Savoy Theatre in London. Die Operette ist die zwölfte in der Zusammenarbeit von Gilbert und Sullivan und deren letzter großer gemeinsamer Erfolg.

### Gesellschaft

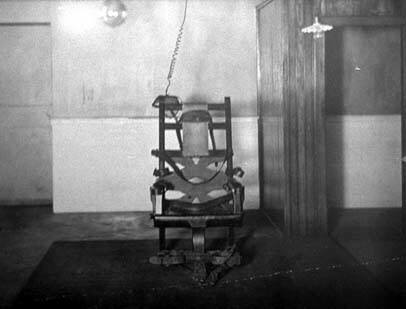
Das erste Exemplar des elektrischen Stuhls, auf dem 1890 William Kemmler starb

- 1. Januar: Die elektrische Hinrichtung wird eingeführt. Im Staat New York tritt ein Gesetz in Kraft, das die Hinrichtung von zum Tode verurteilten Verbrechern durch Benutzung des elektrischen Stuhls vorsieht. Diese, zuvor an Tieren erprobte, gegenüber dem Hängen als „menschlicher“ empfundene Todesart kommt am 6. August 1890 erstmals zum Einsatz.
- 19. Juli: Die dänische Seiltänzerin Elvira Madigan und der bereits verheiratete schwedische Leutnant Sixten Sparre gehen als Liebespaar gemeinsam in den Tod.* 18. September: In Chicago wird das Hull House, Jane Addams’ wegweisendes „Siedlungshaus“ der Settlement-Bewegung mit Bildungs- und Sozialangeboten für Bedürftige, eröffnet.

### Religion
- 23. März: Mirza Ghulam Ahmad gründet in Indien die Glaubensgemeinschaft der Ahmadiyya als Reformbewegung innerhalb des Islam.
- 24. September: In Utrecht schließen sich die Altkatholischen Kirchen der Niederlande und Deutschlands sowie die christkatholische Kirche der Schweiz zur Utrechter Union der Altkatholischen Kirchen zusammen. Die Altkatholische Kirche Österreichs folgt bald darauf.

### Katastrophen

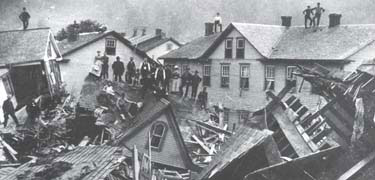
Zerstörungen in Johnstown

- 31. Mai: Der Dammbruch der South-Fork-Talsperre bei Johnstown im US-Bundesstaat Pennsylvania nach mehrtägigen heftigen Regenfällen löst eine Flutwelle aus, die 2.209 Menschen das Leben kostet.
- Sommer: In Zentralasien nimmt eine bis 1895 dauernde Influenza- oder Corona-Pandemie ihren Ausgang, der bis zu einer Million Menschen zum Opfer fallen.
- 31. Dezember: Nach dem Ablegen in New York verschwindet der Passagierdampfer Erin der britischen National Line mit 72 Menschen an Bord spurlos auf dem Nordatlantik. Er wird nie wieder gesehen.

### Sport
- 20. April: Preston North End wird erster englischer Fußballmeister. Im gleichen Jahr gewinnt die Mannschaft auch den FA Cup.
- 06. Oktober: Dem Leipziger Geografen Hans Meyer, dem österreichischen Alpinisten Ludwig Purtscheller gelingt die Erstbesteigung des Kibo, des höchsten Gipfels des Kilimandscharo-Massivs und damit Afrikas.

## Geboren

### Januar
- 01. Januar: Götz Briefs, deutscher Nationalökonom († 1974)
- 01. Januar: Johann von Ravenstein, deutscher Generalleutnant der Wehrmacht († 1962)
- 02. Januar: Roger Adams, US-amerikanischer Chemiker († 1971)
- 04. Januar: Yumeno Kyūsaku, japanischer Schriftsteller († 1936)
- 05. Januar: Julius Zerzer, österreichischer Schriftsteller († 1971)
- 06. Januar: José Prida y Solares, spanisch-chilenischer Maler († 1984)
- 07. Januar: Hans Johner, Schweizer Schachspieler und Musiker († 1975)
- 07. Januar: Philippe Henriot, französischer Politiker († 1944)

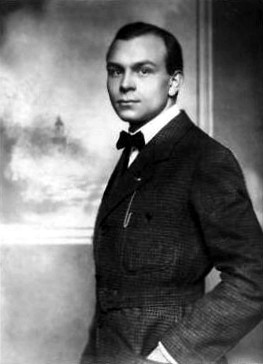
Paul Hartmann um 1925

- 08. Januar: Paul Hartmann, deutscher Schauspieler († 1977)
- 08. Januar: Robert Daum, deutscher Politiker († 1962)
- 10. Januar: Efrem Forni, italienischer Kardinal der römisch-katholischen Kirche († 1976)
- 10. Januar: Joseph Santley, US-amerikanischer Regisseur, Autor und Produzent († 1971)
- 12. Januar: Mirza Baschir ud-Din Mahmud Ahmad, Khalifat ul-Massih II. († 1965)
- 12. Januar: Otto Walter, Schweizer Verleger, Redakteur, Schriftsteller und Politiker († 1944)
- 15. Januar: Walter Serner, deutscher Essayist, Schriftsteller und Dadaist († 1942)
- 17. Januar: Giuseppe Beltrami, italienischer Kardinal der römisch-katholischen Kirche († 1973)
- 17. Januar: Ralph Howard Fowler, britischer Physiker und Astronom († 1944)
- 19. Januar: Sophie Taeuber-Arp, Schweizer Künstlerin, Malerin und Bildhauerin († 1943)
- 20. Januar: Leadbelly, US-amerikanischer Bluesmusiker († 1949)
- 20. Januar: Jean Odin, französischer Politiker († 1975)
- 20. Januar: Stuart Poulter, australischer Marathonläufer († 1956)
- 20. Januar: Lois Welzenbacher, österreichischer Architekt († 1955)
- 21. Januar: Hermann Glöckner, deutscher Maler († 1987)
- 21. Januar: Giovanni Micheletto, italienischer Radrennfahrer († 1958)
- 22. Januar: Harry George Hawker, australischer Luftfahrtpionier († 1921)
- 22. Januar: Guido Kisch, deutsch-US-amerikanischer Jurist und Rechtshistoriker († 1985)
- 22. Januar: Henri Pélissier, französischer Radrennfahrer († 1935)
- 22. Januar: Hermann Troppenz, deutscher Politiker und MdB († 1964)
- 22. Januar: Willi Baumeister, deutscher Maler († 1955)
- 23. Januar: Rikard Long, färöischer Dichter und Literaturkritiker († 1977)
- 24. Januar: Victor Eftimiu, rumänischer Schriftsteller († 1972)
- 24. Januar: Hermann-Bernhard Ramcke, deutscher General († 1968)
- 24. Januar: Wladimir Wladimirowitsch Schtscherbatschow, russischer Komponist († 1952)
- 24. Januar: Kuni Tremel-Eggert, deutsche Schriftstellerin († 1957)
- 25. Januar: Raúl Hugo Espoile, argentinischer Komponist († 1958)
- 25. Januar: Nakamura Kenkichi, japanischer Lyriker († 1934)
- 26. Januar: Alfred Victor Robert Auger, französischer Jagdflieger († 1917)
- 28. Januar: Ramon Iglésias Navarri, Bischof von Urgell und Co-Fürst von Andorra († 1972)
- 29. Januar: Bruno Ertler, österreichischer Schriftsteller († 1927)
- 29. Januar: Josef Linster, rumäniendeutscher Komponist und Musikpädagoge († 1954)
- 29. Januar: Rudolf Mauersberger, deutscher Komponist und Kreuzkantor († 1971)
- 30. Januar: Antonio Caggiano, Erzbischof von Buenos Aires und Kardinal († 1979)
- 30. Januar: José Garibi y Rivera, mexikanischer Kardinal, Erzbischof von Guadalajara († 1972)
- 31. Januar: Albert Aereboe, deutscher Maler († 1970)

### Februar
- 01. Februar: Anton Cargnelli, österreichischer Fußballspieler und -trainer († 1974)
- 01. Februar: Karl Gaul, deutscher Politiker († 1972)
- 01. Februar: Josef Hilgers, deutscher General († 1960)
- 01. Februar: Crisanto Luque Sánchez, kolumbianischer Kardinal, Erzbischof von Bogotá († 1959)
- 02. Februar: Jean de Lattre de Tassigny, französischer General († 1952)
- 02. Februar: William Knous, US-amerikanischer Politiker († 1959)
- 02. Februar: Ernst Tobler, Schweizer Landwirt und Politiker († 1966)
- 03. Februar: Artur Adson, estnischer Dichter, Schriftsteller und Theaterkritiker († 1977)
- 03. Februar: Carl Theodor Dreyer, dänischer Filmregisseur († 1968)
- 06. Februar: Hans Bellée, deutscher Archivar und Historiker († 1960)
- 06. Februar: Elmo Lincoln, US-amerikanischer Schauspieler († 1952)
- 07. Februar: Claudia Muzio, italienische Opernsängerin († 1936)
- 07. Februar: Harry Nyquist, US-amerikanischer Physiker († 1976)
- 07. Februar: Ludwig Winder, österreichischer Schriftsteller, Journalist und Literaturkritiker († 1946)

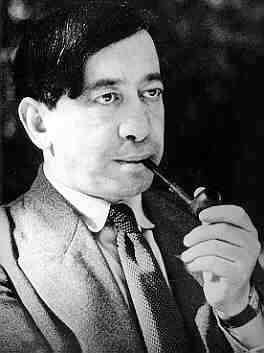
Siegfried Kracauer vor 1925

- 08. Februar: Siegfried Kracauer, deutscher Filmsoziologe († 1966)
- 08. Februar: Frédéric Rüedi, Schweizer Beamter († 1962)
- 08. Februar: E. Robert Schmitz, französischer Pianist und Musikpädagoge († 1949)
- 10. Februar: Michael Raucheisen, deutscher Pianist († 1984)
- 12. Februar: Anton Hoppe, deutscher Politiker († 1968)
- 12. Februar: Carl Röver, NSDAP-Reichsstatthalter in Bremen und Oldenburg († 1942)
- 13. Februar: Violet Elton, englische Badmintonspielerin († 1969)
- 13. Februar: Auguste Lefrancq, französischer Automobilrennfahrer († unbekannt)
- 13. Februar: Leontine Sagan, österreichische Bühnen- und Filmregisseurin († 1974)
- 13. Februar: Georg Schrimpf, deutscher Maler († 1938)
- 13. Februar: Walther Kottenkamp, deutscher Schauspieler († 1953)
- 14. Februar: Johannes Christensen, dänischer Marathonläufer und Ingenieur († 1957)
- 14. Februar: Bartolomeo Costantini, italienischer Flieger und Automobilrennfahrer († 1941)
- 16. Februar: Willy Appelhans, deutscher Radrennfahrer und US-amerikanischer Fahrradbauer
- 17. Februar: Aline Bußmann, deutsche Schauspielerin, Hörspielsprecherin und Publizistin († 1968)
- 17. Februar: Haroldson Hunt, US-amerikanischer Ölmilliardär († 1974)
- 18. Februar: Josef Leopold, Gauleiter und Landesleiter der NSDAP in Österreich († 1941)
- 18. Februar: Gerhard Marcks, deutscher Bildhauer († 1981)
- 18. Februar: Aloysius Muench, US-amerikanischer Kurienkardinal und erster Nuntius der BRD († 1962)
- 19. Februar: Ernest Marsden, englischer Physiker († 1970)
- 20. Februar: Lewko Rewucki, ukrainischer Komponist († 1977)
- 21. Februar: Otto Wallburg, deutscher Schauspieler († 1944)
- 22. Februar: Olave Baden-Powell, britische Mitbegründerin der Pfadfinderinnenbewegung († 1977)
- 22. Februar: Josef Egger, österreichischer Schauspieler († 1966)
- 22. Februar: Allan Keith, kanadischer Kunstturner († 1953)
- 23. Februar: Victor Fleming, US-amerikanischer Regisseur († 1949)
- 23. Februar: John Gilbert Winant, US-amerikanischer Politiker († 1947)
- 24. Februar: Albin Stenroos, finnischer Marathonläufer und Olympiasieger († 1971)
- 25. Februar: Homer Samuel Ferguson, US-amerikanischer Politiker († 1982)
- 26. Februar: Otto Riethmüller, deutscher Dichter († 1938)
- 27. Februar: Willie Jahn, deutscher Mittelstreckenläufer († 1973)
- 28. Februar: George Jeffreys, britischer Evangelist und Prediger der Pfingstbewegung († 1962)
- 28. Februar: Pawel Jefimowitsch Dybenko, russischer Revolutionär und Marineoffizier († 1938)
- 28. Februar: Koloman Wallisch, sozialdemokratischer Arbeiterführer in Österreich († 1934)

### März
- 01. März: Okamoto Kanoko, japanische Schriftstellerin († 1939)
- 01. März: Max Terpis (eigentlich Max Pfister), Schweizer Tänzer, Choreograf, Regisseur und Psychologe († 1958)
- 03. März: Carl Vincent Krogmann, deutscher Politiker, erster Bürgermeister von Hamburg († 1978)
- 04. März: Hans Dirscherl, deutscher Politiker († 1962)
- 04. März: Werner von Gilsa, deutscher General und letzter Kampfkommandant von Dresden († 1945)
- 05. März: Ludovic-Oscar Frossard, französischer Politiker († 1946)
- 06. März: Arnold Fanck, deutscher Filmregisseur († 1974)
- 06. März: Hamza Hakimzoda Niyoziy, usbekischer Sowjet-Schriftsteller († 1929)

Georg Baron Manteuffel-Szoege

- 07. März: Georg Baron Manteuffel-Szoege, deutscher Politiker († 1962)
- 07. März: Heinrich Studer, Schweizer Verleger († 1961)
- 11. März: Christian Arnold, deutscher Maler († 1960)
- 11. März: Paul Jaray, ungarischer Aerodynamiker, Vater der Stromlinienform († 1974)
- 14. März: Annemarie von Jakimow-Kruse, deutsche Malerin († 1977)
- 15. März: Gerard Anderson, britischer Hürdenläufer († 1914)
- 16. März: Friedrich Fehér, österreichischer Schauspieler und Filmregisseur († 1950)
- 16. März: Reggie Walker, südafrikanischer Leichtathlet und Olympiasieger († 1951)
- 17. März: Herbert Thörl, deutscher Kaufmann und Chemiker († 1945)
- 18. März: Jacob Mangers, Oberhirte der katholischen Kirche in Norwegen († 1972)
- 19. März: Grigori Jakowlewitsch Löwenfisch, sowjetischer Schachspieler († 1961)
- 21. März: Willi Cleer, deutscher Automobilrennfahrer († 1955)
- 21. März: W. S. Van Dyke, US-amerikanischer Filmregisseur († 1943)
- 24. März: Stephen Goosson, US-amerikanischer Szenenbildner († 1973)
- 24. März: Albert Hill, britischer Leichtathlet und Olympiasieger († 1969)
- 24. März: Joseph Massolle, deutscher Ingenieur († 1957)
- 24. März: Wilhelm Klein, deutscher römisch-katholischer Theologe († 1996)
- 24. März: Gustav Unfried, deutscher Fußballspieler († 1921)
- 25. März: Menen Asfaw, Kaiserin von Äthiopien († 1962)
- 25. März: Elisabeth Baumgartner, Schweizer Bäuerin und Verfasserin von Theaterstücken und Hörspielen in Berndeutsch († 1957)
- 26. März: Václav Kaprál, tschechischer Komponist († 1947)
- 27. März: Fritz Beckhardt, deutsch-jüdischer Jagdflieger im Ersten Weltkrieg († 1962)
- 29. März: Warner Baxter, US-amerikanischer Schauspieler († 1951)
- 31. März: Adolf Jäger, deutscher Fußballspieler († 1944)
- 31. März: Muriel Hazel Wright, US-amerikanische Historikerin († 1975)
- 31. März: Otto Friedländer, österreichischer Schriftsteller und Pazifist († 1963)

### April
- 01. April: Karl Arndt, deutscher Sanitätsoffizier († unbekannt)
- 01. April: Hermann Felsner, österreichischer Fußballtrainer († 1977)
- 02. April: Julius Andree, deutscher Professor († 1942)
- 04. April: Hans-Jürgen Theodor von Arnim, deutscher Heeresoffizier († 1962)
- 05. April: Mestre Pastinha, brasilianischer Kampfsportler und Begründer der Capoeira de Angola († 1981)
- 07. April: Gabriela Mistral, chilenische Dichterin und Diplomatin († 1957)
- 07. April: Peter August Böckstiegel, deutscher Maler († 1951)
- 08. April: Adrian Boult, englischer Dirigent († 1983)
- 08. April: Just Dillgardt, deutscher Politiker († 1960)
- 08. April: Emil Frey, Schweizer Komponist, Pianist und Musikpädagoge († 1946)
- 08. April: Yvonne Netter, französische Rechtsanwältin und Widerstandskämpferin († 1985)
- 08. April: Blanche Stuart Scott, erste US-amerikanische Pilotin († 1970)
- 09. April: Henri Springuel, belgischer Automobilrennfahrer († 1957)
- 11. April: Nick LaRocca, US-amerikanischer Kornettist, Bandleader und Jazzpionier († 1961)
- 14. April: Efim Bogoljubow, ukrainisch-deutscher Schachgroßmeister († 1952)
- 14. April: Karl Schworm, deutscher Autor und Heimatdichter († 1956)
- 14. April: Arnold J. Toynbee, britischer Kulturtheoretiker († 1975)
- 15. April: August Adolphi, deutscher Politiker († 1965)
- 15. April: Galka Scheyer, deutsch-US-amerikanische Malerin, Kunsthändlerin und Kunstsammlerin († 1945)

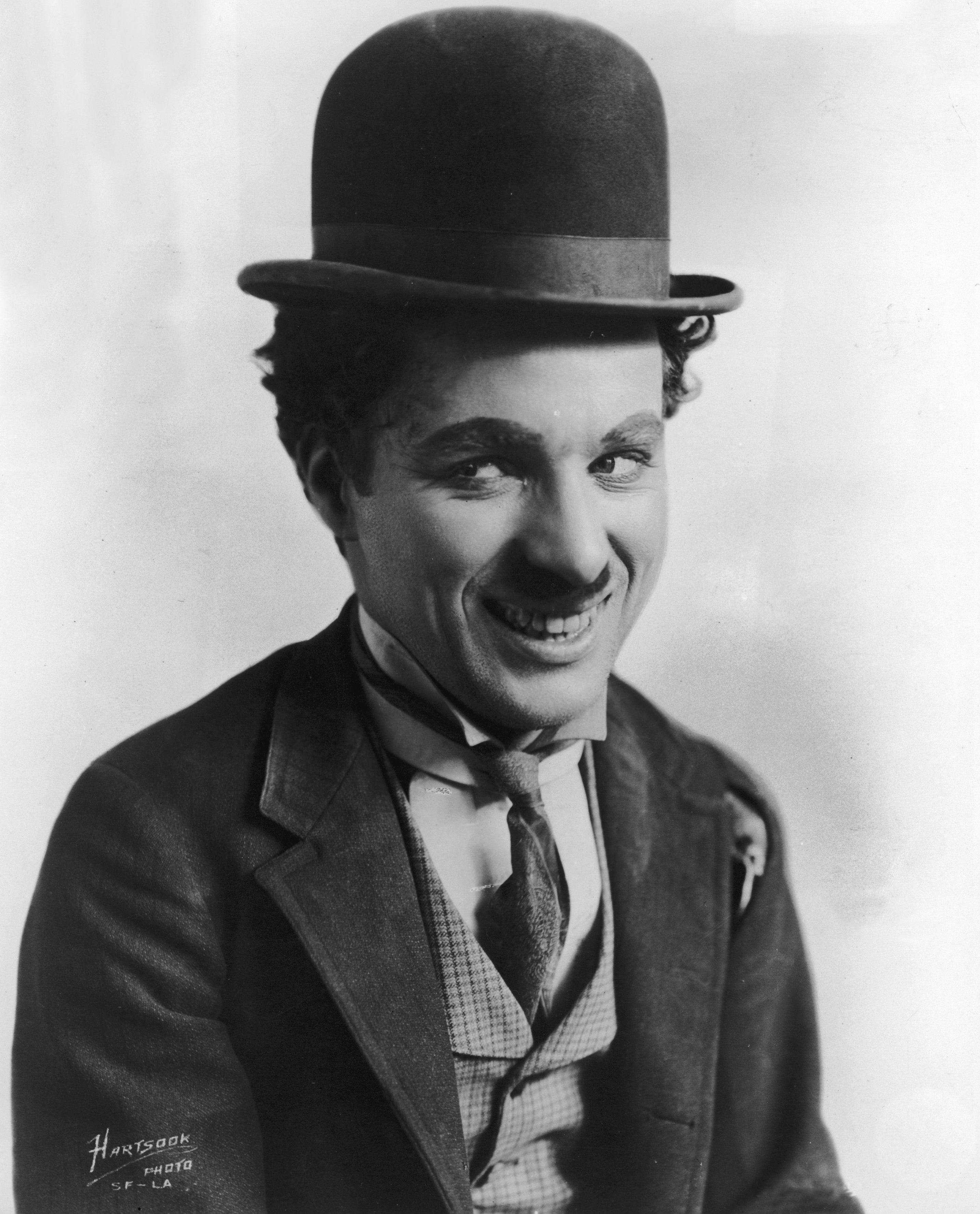
Charles Chaplin, 1915

- 16. April: Charles Chaplin, britischer Regisseur, Schauspieler und Komiker († 1977)
- 17. April: Joseph Georg Oberkofler, österreichischer Jurist, Erzähler und Lyriker († 1962)
- 17. April: Jean Stampe, belgischer Flugzeugkonstrukteur († 1978)
- 19. April: Marguerite Mareuse, französische Automobilrennfahrerin († 1964)
- 19. April: Fritz Lisetti, österreichischer Zauberkünstler († 1985)
- 19. April: Joe Dawson, US-amerikanischer Automobilrennfahrer († 1946)
- 19. April: Otto Georg Thierack, Präsident des Volksgerichtshofs, Reichsminister der Justiz († 1946)
- 20. April: Walter Hahn, deutscher Fotograf († 1969)

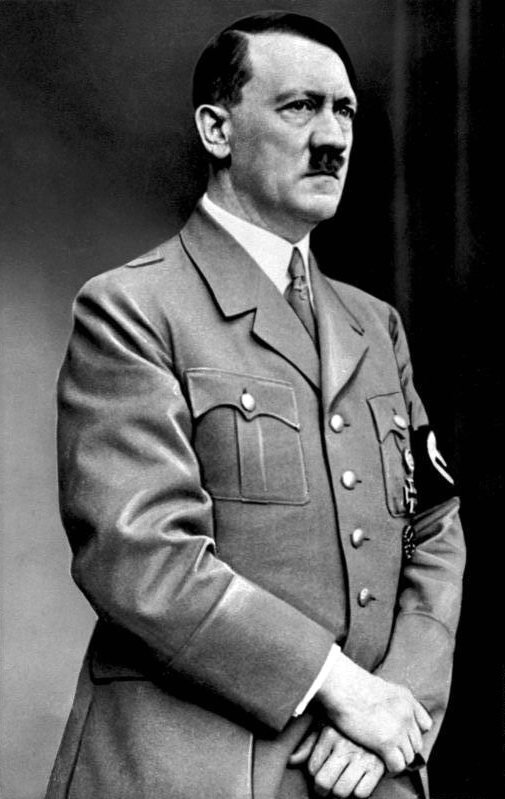
Adolf Hitler, 1937

- 20. April: Adolf Hitler, deutscher Reichskanzler, nationalsozialistischer Diktator († 1945)
- 20. April: Tonny Kessler, niederländischer Fußballspieler († 1960)
- 21. April: Paul Karrer, Schweizer Chemiker († 1971)
- 21. April: Manuel Prado y Ugarteche, Präsident Perus († 1967)
- 21. April: Efrem Zimbalist, US-amerikanischer Komponist und Dirigent († 1985)
- 22. April: Richard Glücks, deutscher SS-Führer, Leiter der Inspektion der Konzentrationslager († 1945)
- 22. April: Ludwig Renn, deutscher Schriftsteller († 1979)
- 23. April: Karel Doorman, niederländischer Konteradmiral († 1942)
- 24. April: Johanna Kirchner, deutsche Widerstandskämpferin († 1944)
- 24. April: Richard Stafford Cripps, britischer Jurist und Politiker († 1952)
- 26. April: Fritz Adler, deutscher Archivar und Museumsdirektor († 1970)

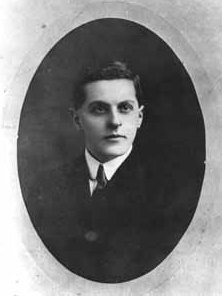
Ludwig Wittgenstein, 1910

- 26. April: Ludwig Wittgenstein, österreichischer Philosoph († 1951)
- 28. April: António de Oliveira Salazar, Ministerpräsident von Portugal († 1970)
- 28. April: Takeo Kurita, Vizeadmiral der Kaiserlichen japanischen Marine († 1977)
- 29. April: Jan van der Sluis, niederländischer Fußballspieler († 1952)
- 30. April: Fritz Pfeffer, deutsches Opfer der Nationalsozialisten († 1944)

### Mai
- 01. Mai: Jakob Person, deutscher Leichtathlet († 1915)
- 01. Mai: Ottomar Schreiber, deutsch-litauischer Politiker († 1955)
- 03. Mai: Gottfried Fuchs, deutscher Fußballspieler († 1972)
- 04. Mai: Francis Joseph Spellman, US-amerikanischer Kardinal, Erzbischof des Erzbistums New York († 1967)
- 04. Mai: Richard Seewald, deutscher Maler und Schriftsteller († 1976)
- 05. Mai: Harry Lewis Woods, US-amerikanischer Schauspieler († 1968)
- 06. Mai: Stanley Morison, englischer Typograf († 1967)
- 08. Mai: Louis „Luigi“ Marie Van Hege, belgischer Fußballspieler und Bobfahrer († 1975)
- 10. Mai: Regina Kägi-Fuchsmann, Schweizer Frauenrechtlerin und humanitäre Aktivistin († 1972)
- 12. Mai: Otto Frank, Vater von Anne Frank († 1980)
- 13. Mai: Paul Atzler, deutscher Jurist († 1972)
- 13. Mai: Teódosio Clemente de Gouveia, portugiesischer römisch-katholischer Kardinal, Erzbischof von Maputo († 1962)
- 15. Mai: Dirk Meints Agena, deutscher Jurist, Landwirt und Politiker († 1934)
- 17. Mai: Marcel Moyse, französischer Flötist († 1984)
- 18. Mai: Paul Haefelin, Schweizer Jurist und Politiker († 1972)
- 18. Mai: Jacob Levy Moreno, rumänisch-österreichisch-US-amerikanischer Arzt, Begründer des Psychodramas († 1974)
- 18. Mai: Thomas Midgley, US-amerikanischer Ingenieur († 1944)
- 21. Mai: Gérard de Courcelles, französischer Automobilrennfahrer († 1927)
- 21. Mai: Germaine Malaterre-Sellier, französische katholische Krankenschwester († 1967)
- 23. Mai: Erich Engels, deutscher Filmregisseur und Drehbuchautor († 1971)
- 23. Mai: Ernst Niekisch, deutscher Politiker († 1967)
- 23. Mai: Hermann Gieseler, deutscher Gewerkschaftsfunktionär († 1948)
- 24. Mai: Ludwig Thormaehlen, deutscher Bildhauer und Kunsthistoriker († 1956)
- 25. Mai: Lucien Adrion, französischer Maler († 1953)
- 25. Mai: Gilardo Gilardi, argentinischer Komponist und Musikpädagoge († 1963)
- 25. Mai: Sverre Jordan, norwegischer Komponist († 1972)
- 25. Mai: Günther Lütjens, deutscher Admiral († 1941)
- 25. Mai: Hans Joachim Moser, deutscher Musikwissenschaftler und Sänger († 1967)
- 25. Mai: Igor Iwanowitsch Sikorski, ukrainisch-amerikanischer Luftfahrtpionier († 1972)
- 28. Mai: Richard Réti, österreichisch-ungarischer Schachspieler († 1929)

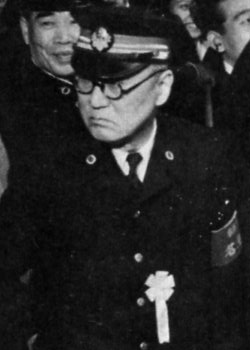
Uchida Hyakken, 1952

- 29. Mai: Uchida Hyakken, japanischer Schriftsteller († 1971)
- 30. Mai: Mortimer R. Proctor, US-amerikanischer Politiker († 1968)

### Juni
- 01. Juni: Charles Kay Ogden, britischer Linguist und Schriftsteller († 1957)
- 01. Juni: Sigrid Onégin, deutscher Opern- und Konzertsängerin († 1943)
- 02. Juni: Erik Jan Hanussen, österreichischer Trickkünstler und „Hellseher“ (eigentlich Hermann Steinschneider) († 1933)
- 03. Juni: Germain Lefebrve, kanadischer Sänger, Chorleiter und Musikpädagoge († 1946)
- 04. Juni: Cliff Aeros, deutscher Zirkusunternehmer, Sensationsdarsteller, Artist und Dompteur († 1952)
- 04. Juni: Beno Gutenberg, deutscher Seismologe († 1960)
- 06. Juni: David Teivonen, finnischer Kunstturner († 1937)
- 07. Juni: Frank Duff, irischer Gründer der Legio Mariae (Legion of Mary) († 1980)
- 07. Juni: Jean Perrot, französischer Politiker († 1976)
- 09. Juni: Karl Maßmann, deutscher Bankdirektor († 1959)
- 10. Juni: Rodolfo Hammersley, chilenischer Leichtathlet († Datum und Ort unbekannt)
- 12. Juni: Otto Merz, deutscher Automobilrennfahrer († 1933)
- 12. Juni: Michel Zunino, französischer Politiker († 1958)
- 13. Juni: Gao Qifeng, chinesischer Maler († 1933)
- 14. Juni: Amedeo Ruggeri, italienischer Motorrad- und Automobilrennfahrer († 1932)
- 15. Juni: Clara Blumenfeld, deutsche Malerin und Illustratorin († 1978)
- 15. Juni: Josef Haubrich, deutscher Kunstsammler und Mäzen († 1961)
- 15. Juni: Hans Piesch, österreichischer Politiker († 1966)
- 15. Juni: Hans-Jürgen Stumpff, Generalfeldmarschall der Luftwaffe im Dritten Reich († 1968)
- 17. Juni: Jan Skala, sorbischer Publizist und Schriftsteller († 1945)
- 18. Juni: Laureano Guevara, chilenischer Maler († 1968)
- 18. Juni: David Leo Lawrence, US-amerikanischer Politiker († 1966)
- 19. Juni: Enrico Celio, Schweizer Politiker, Bundespräsident, Vizepräsident († 1980)
- 20. Juni: John Stefanos Paraskevopoulos, griechisch-südafrikanischer Astronom († 1951)
- 21. Juni: Ralph Craig, US-amerikanischer Leichtathlet († 1972)
- 23. Juni: Anna Andrejewna Achmatowa, russische Dichterin und Schriftstellerin († 1966)
- 23. Juni: René Léonard, französischer Automobilrennfahrer († 1965)
- 23. Juni: Miki Rofū, japanischer Dichter, Kinderbuchautor und Essayist († 1964)
- 24. Juni: Conrad A. Nervig, US-amerikanischer Filmeditor († 1980)
- 24. Juni: Leopold Reitz, deutscher Schriftsteller († 1972)
- 24. Juni: Howard Wilcox, US-amerikanischer Automobilrennfahrer († 1923)
- 25. Juni: Willem Frederik Donath, niederländischer Physiologe und Hygieniker († 1957)
- 25. Juni: Paul Fallot, französischer Geologe und Paläontologe († 1960)
- 27. Juni: Auguste Beer († 1932)
- 27. Juni: Moroni Olsen, US-amerikanischer Schauspieler († 1954)
- 28. Juni: ʿAbbās Mahmūd al-ʿAqqād, ägyptischer Schriftsteller, Historiker, Dichter, Philosoph und Journalist († 1964)

### Juli
- 01. Juli: Wera Muchina, russische Bildhauerin († 1953)
- 01. Juli: Peter von Heydebreck, deutscher MdR und Nationalsozialist († 1934)
- 03. Juli: Karla König, deutsche Journalistin, Schriftstellerin und Kulturfunktionärin († 1963)
- 04. Juli: August Halbfell, deutscher Politiker († 1965)

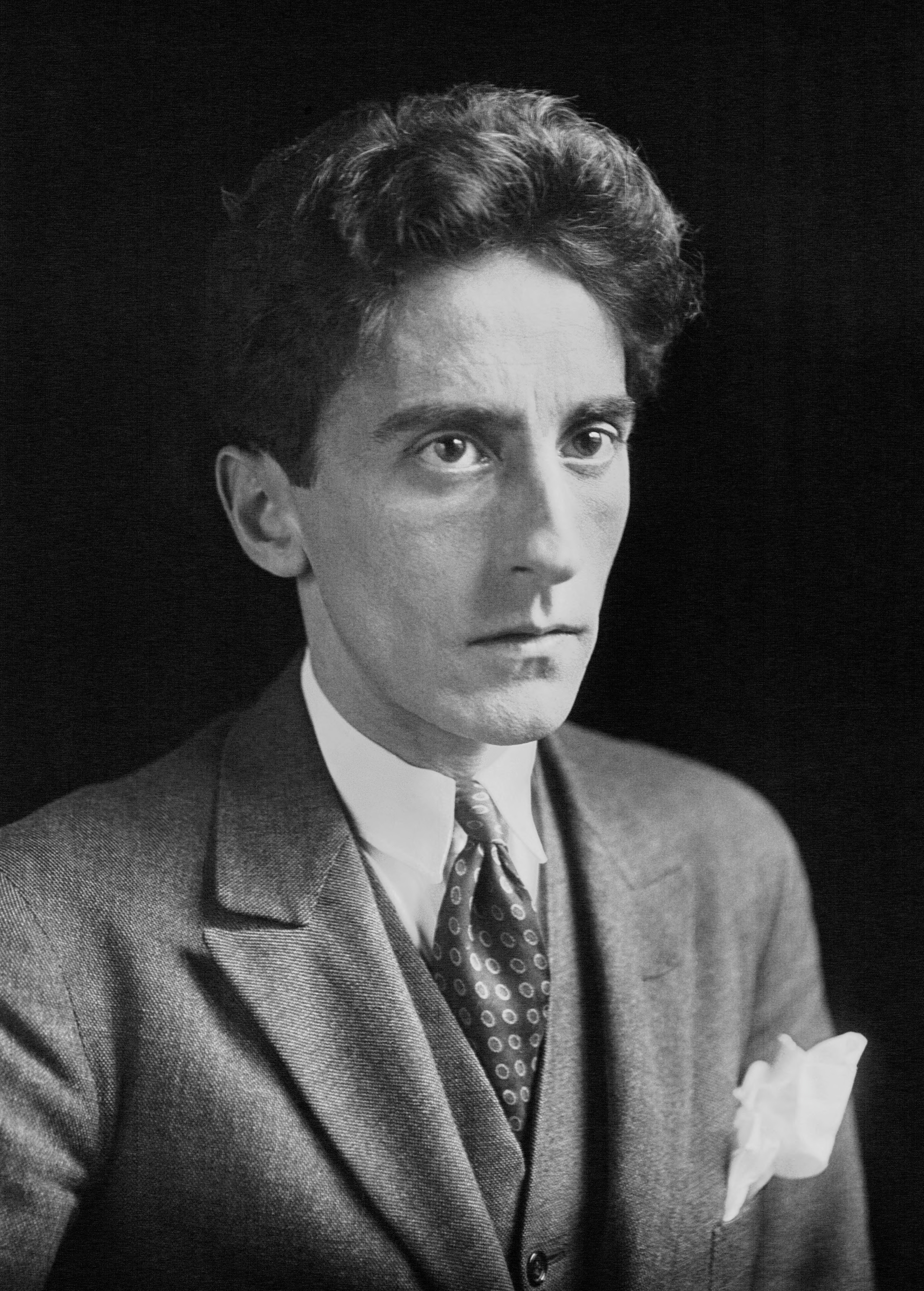
Jean Cocteau, 1923

- 05. Juli: Jean Cocteau, französischer Schriftsteller, Regisseur, Choreograph, Maler († 1963)
- 06. Juli: Magdeleine Paz, französische Schriftstellerin, Feministin und Sozialistin († 1973)
- 06. Juli: G. B. Samuelson, britischer Filmproduzent und -regisseur († 1947)
- 07. Juli: Martin Punitzer, deutscher Architekt († 1949)
- 07. Juli: Francesco Roberti, italienischer römisch-katholischer Kardinal († 1977)
- 07. Juli: Otto Salomon, deutscher Schriftsteller und Verleger († 1971)
- 08. Juli: Wilhelm Roelen, deutscher Bergbaufachmann und Unternehmer († 1958)
- 09. Juli: Nikolai Assejew, russischer Dichter und Literaturkritiker († 1963)
- 09. Juli: Wade H. Haislip, US-amerikanischer Offizier, General der US Army († 1971)
- 09. Juli: Jan Kok, niederländischer Fußballspieler († 1958)
- 09. Juli: Stephan Tauschitz, österreichischer Politiker († 1970)
- 10. Juli: Noble Sissle, afroamerikanischer Sänger und Liedtext-Lyriker († 1975)
- 11. Juni: Walter Ackermann, deutscher Pädagoge († 1978)
- 11. Juli: Narayan Hari Apte, indischer Schriftsteller, Herausgeber und Drehbuchautor († 1971)
- 11. Juli: Alfred E. Green, US-amerikanischer Regisseur († 1960)
- 13. Juli: Hjalmar Andersson, schwedischer Langstreckenläufer († 1971)
- 13. Juli: Adam Scharrer, deutscher Schriftsteller († 1948)
- 14. Juli: José López Alavez, mexikanischer Komponist († 1974)
- 14. Juli: Ante Pavelić, kroatischer Politiker, Führer des Unabhängigen Staates Kroatien († 1959)
- 15. Juli: Marco de Gastyne, französischer Filmregisseur und Drehbuchautor († 1982)
- 15. Juli: Wiegand Helfenbein, deutscher Orgelbauer († 1959)
- 16. Juli: Walter G. Andrews, US-amerikanischer Politiker († 1949)
- 16. Juli: Larry Semon, US-amerikanischer Schauspieler, Slapstickkomiker, Drehbuchautor und Filmregisseur († 1928)

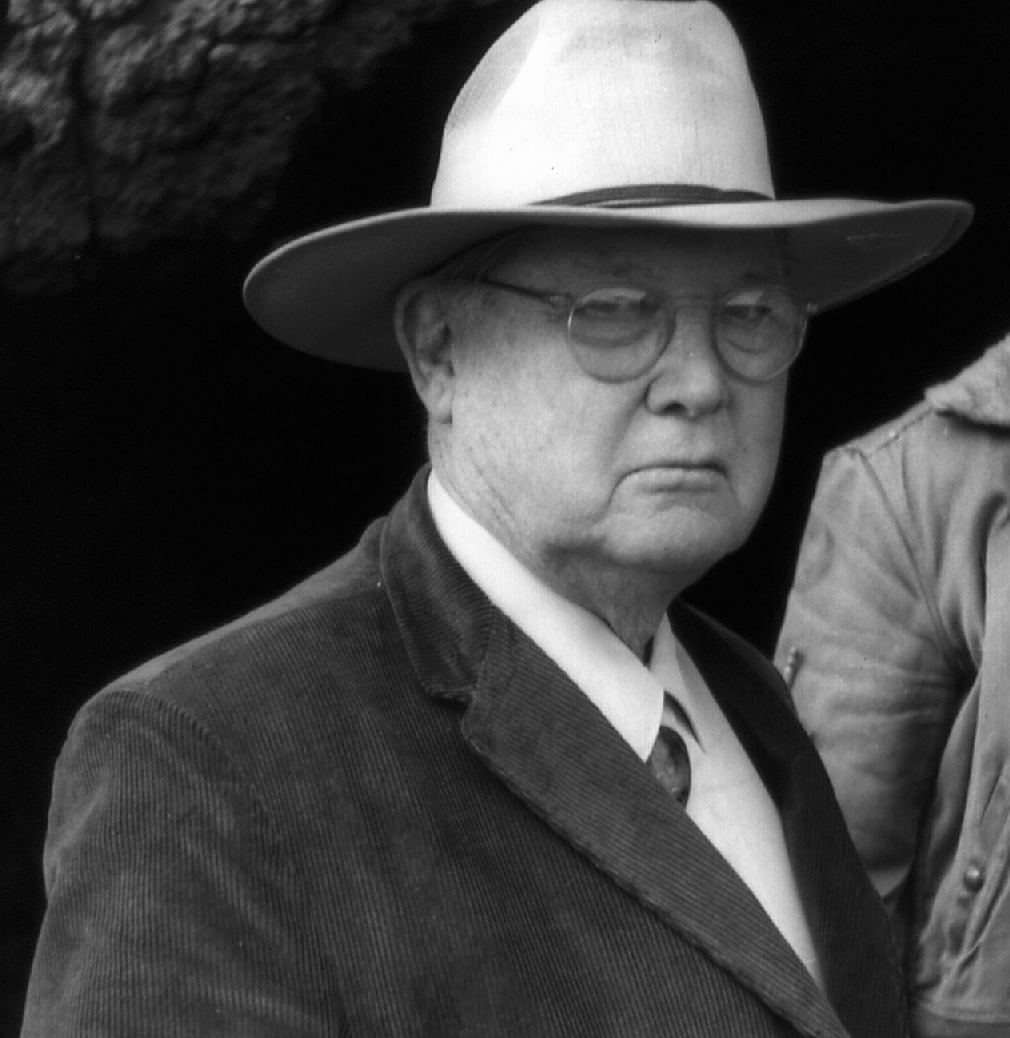
Erle Stanley Gardner, 1966

- 17. Juli: Erle Stanley Gardner, US-amerikanischer Krimi-Schriftsteller († 1970)
- 19. Juli: Naoum Blinder, russisch-amerikanischer Geiger und Musikpädagoge († 1965)
- 20. Juli: Elise Augustat, deutsche Politikerin († 1940)
- 20. Juli: Erich Pommer, deutscher Filmproduzent († 1966)
- 20. Juli: John Reith, Generaldirektor der BBC († 1971)
- 22. Juli: James Whale, britischer Regisseur († 1957)
- 22. Juli: Wassili Luckhardt, deutscher Architekt († 1972)
- 23. Juli: Juri Annenkow, russischer Künstler († 1974)
- 23. Juli: Louis Ségura, französischer Kunstturner († 1963)
- 25. Juli: Wilhelm Riphahn, deutscher Architekt († 1963)
- 25. Juli: Franz Roubal, österreichischer Bildhauer, Landschafts- und Tiermaler († 1967)
- 26. Juli: Adolf Flecken, deutscher Politiker († 1966)
- 26. Juli: Godwin Brumowski, österreichischer Jagdflieger († 1936)
- 29. Juli: Else Hirsch, jüdische Lehrerin in Deutschland, organisierte in der Zeit des Nationalsozialismus Kindertransporte

Ernst Reuter, 1932

- 29. Juli: Ernst Reuter, deutscher Politiker († 1953)
- 29. Juli: Lajos Asztalos, ungarischer Schachspieler und Schachautor († 1956)
- 30. Juli: Nikolai Anziferow, russischer Historiker, Schriftsteller und Heimatforscher († 1958)
- 30. Juli: Frans Masereel, belgischer Maler und Graphiker († 1972)
- 31. Juli: Nels Anderson, US-amerikanischer Soziologe († 1986)
- 31. Juli: Erwin von Beckerath, deutscher Ökonom und Widerstandskämpfer († 1964)
- 31. Juli: Gustav Schumm, deutscher Fußballspieler und Funktionär († 1966)

### August
- 01. August: Walther Gerlach, deutscher Physiker († 1979)
- 01. August: George Ziegler, kanadischer Organist, Chorleiter, Dirigent, Komponist und Musikpädagoge († 1981)
- 02. August: Leslie Boardman, australischer Schwimmer († 1975)
- 02. August: Käte Steinitz, deutsche Malerin († 1975)
- 02. August: Charles Weymann, franko-amerikanischer Flugpionier, Unternehmer, Karosseriebauer und Erfinder († 1976)
- 04. August: Ludwig Anschütz, deutscher Chemiker und Professor († 1954)
- 04. August: Paul Graetz, deutscher Kabarettist und Komiker († 1937)
- 04. August: William Keighley, US-amerikanischer Filmregisseur († 1984)
- 05. August: Conrad Aiken, US-amerikanischer Schriftsteller und Gewinner des Pulitzer-Preises († 1973)
- 06. August: Ernest Arend, luxemburgischer Fußballspieler
- 06. August: David Hofstein, sowjetisch-jiddischer Schriftsteller, Lyriker und Übersetzer († 1952)
- 07. August: Georg Abesser, deutscher Mediziner († 1977)
- 07. August: Alexander Stepanowitsch Antonow, russischer Revolutionär († 1922)
- 07. August: Georges Thierry d’Argenlieu, französischer Ordenspriester und Admiral († 1964)
- 07. August: Léon Brillouin, französischer Physiker († 1969)
- 08. August: Hans Widmer, Schweizer Mediziner und Politiker († 1939)
- 09. August: Anton Fränznick, katholischer Priester († 1944)
- 09. August: Friedrich Burschell, deutscher Schriftsteller († 1970)
- 10. August: Cecil Armstrong Gibbs, englischer Komponist († 1960)
- 10. August: Norman Scott, US-amerikanischer Admiral († 1942)
- 12. August: Luis Miguel Sánchez Cerro, peruanischer Präsident († 1933)
- 13. August: Georges Yvan André, französischer Leichtathlet († 1943)

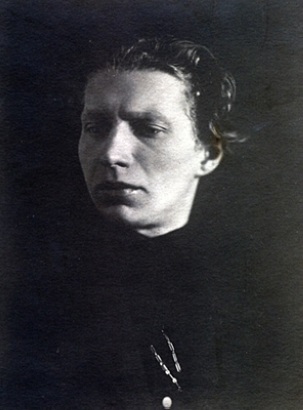
Jaroslav Jeremiáš, vor 1919

- 14. August: Jaroslav Jeremiáš, tschechischer Komponist († 1919)
- 14. August: Walter Freitag, deutscher Politiker († 1958)
- 14. August: Willi Münzenberg, deutscher Kommunist und Verleger († 1940)
- 15. August: Kurt Agricola, deutscher Offizier († 1955)
- 16. August: Franz Reisinger, österreichischer Gründer des „Säkularinstituts des hl. Franz von Sales“ († 1973)
- 16. August: Hans Staudinger, deutscher Politiker († 1980)
- 16. August: Hans Steinmeyer, deutscher Orgelbauer († 1970)
- 17. August: Lalla Carlsen, norwegische Schauspielerin und Sängerin († 1967)
- 18. August: Nicolas Caerels, belgischer Automobilrennfahrer († 1966)
- 19. August: Arthur Waley, britischer Sinologe († 1966)
- 20. August: Wilhelm Flitner, deutscher Pädagoge († 1990)
- 21. August: Thea Aichbichler, deutsche Schauspielerin († 1957)
- 23. August: Alfred Lichtenstein, deutscher Jurist und expressionistischer Schriftsteller († 1914)
- 23. August: Louis Villeneuve, französischer Automobilrennfahrer († 1969)
- 24. August: Rudolf Ahlers, deutscher Autor († 1954)
- 24. August: Tom London, US-amerikanischer Schauspieler († 1963)
- 25. August: Georg Agde, deutscher Chemiker († 1944)
- 26. August: Caberto Conelli, italienischer Automobilrennfahrer und Adliger († 1974)
- 26. August: Richard Rau, deutscher Leichtathlet und Olympiateilnehmer († 1945)
- 27. August: Albert Böttcher, deutscher Politiker († 1965)
- 28. August: Anna Bachmann-Eugster, erste Berufsberaterin für Frauen in der Schweiz und Mitbegründerin der Zentralstelle für Frauenberufe († 1966)
- 30. August: Erich Brock, deutsch-schweizerischer Philosoph und Hochschullehrer († 1976)
- 30. August: Bodil Ipsen, dänische Schauspielerin und Regisseurin († 1964)
- 31. August: Anna Ebert, deutsche Lokalpolitikerin († 1947)

### September
- 01. September: Charles Glenn Anders, US-amerikanischer Theater- und Filmschauspieler († 1981)
- 01. September: Herbert Asbury, US-amerikanischer Journalist und Schriftsteller († 1963)
- 03. September: Friedrich Gottlob Nagelmann, fiktiver deutscher Verfassungsjurist († 1994)
- 03. September: Hermann Zaiss, deutscher Heilungsevangelist († 1958)
- 04. September: Ramiro Artieda, bolivianischer Serienmörder († 1939)
- 04. September: Heinrich von Prittwitz und Gaffron, deutscher Generalleutnant, Kommandeur der 14. Panzer-Division († 1941)
- 04. September: Johannes Saß, deutscher Sprachwissenschaftler und Lexikograf († 1971)
- 05. September: Oskar Becker, deutscher Philosoph, Logiker und Mathematiker († 1964)
- 06. September: George Hively, US-amerikanischer Drehbuchautor und Filmeditor († 1950)
- 06. September: Pierre Malleveau, französischer Automobilrennfahrer († 1942)
- 07. September: Albert Plesman, niederländischer Luftfahrtpionier († 1953)
- 08. September: Karl Ahorner, österreichischer Politiker († 1949)
- 08. September: Robert A. Taft, US-amerikanischer Politiker († 1953)
- 10. September: Vilém Petrželka, tschechischer Komponist († 1967)
- 12. September: Heinrich Lersch, deutscher Kesselschmied und Arbeiterdichter († 1936)
- 12. September: Joe Gould, US-amerikanischer Schriftsteller († 1957)
- 13. September: Kelly Harrell, US-amerikanischer Old-Time-Musiker († 1942)
- 14. September: Johannes Degener, deutscher Politiker († 1959)
- 14. September: María Capovilla, ecuadorianische Supercentenarian († 2006)
- 15. September: Joseph Erxleben, US-amerikanischer Langstreckenläufer († 1973)
- 16. September: Mercédès Jellinek, Tochter des österreichisch-ungarischen Diplomaten Emil Jellinek († 1929)
- 19. September: Charlotte von Rumohr, deutsche Malerin und Äbtissin († 1978)
- 20. September: Charles Reidpath, US-amerikanischer Stadtbaumeister, Leichtathlet und Olympiasieger († 1975)
- 22. September: Haldis Halvorsen, norwegische Opernsängerin († 1936)
- 23. September: Walter Lippmann, US-amerikanischer Schriftsteller († 1974)
- 24. September: Eberhard von Mackensen, deutscher General († 1969)
- 24. September: Simon Kimbangu, kongolesischer christlicher Märtyrer und Religionsstifter († 1951)
- 26. September: Gerhard Bersu, deutscher Archäologe († 1964)
- 26. September: Alfred Edward Bennett, australischer Rundfunkmanager und Theosoph († 1963)

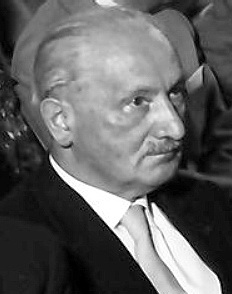
Martin Heidegger, 1960

- 26. September: Martin Heidegger, deutscher Philosoph († 1976)
- 28. September: Hans Behrendt, deutscher Regisseur, Drehbuchautor und Schauspieler († 1942)
- 28. September: Rudolf Pfeiffer, deutscher Altphilologe († 1979)

### Oktober
- 02. Oktober: Maximilian de Angelis, österreichischer Generalmajor († 1974)

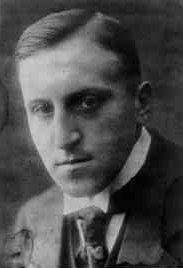
Carl von Ossietzky, 1915

- 03. Oktober: Carl von Ossietzky, deutscher Schriftsteller und Herausgeber († 1938)
- 05. Oktober: Dirk Coster, niederländischer Physiker († 1950)
- 06. Oktober: Maria Dąbrowska, polnische Schriftstellerin († 1965)
- 06. Oktober: Salman Schasar, israelischer Politiker und dritter Präsident Israels († 1974)
- 07. Oktober: Heinrich Eduard Jacob, deutscher Journalist und Schriftsteller († 1967)
- 07. Oktober: Hans Tropsch, deutscher Chemiker († 1935)
- 07. Oktober: Robert Z. Leonard, US-amerikanischer Regisseur († 1968)
- 08. Oktober: Nina Arbore, rumänische Malerin († 1941)
- 08. Oktober: Iwan Iljitsch Mosschuchin, russischer Stummfilmschauspieler († 1939)
- 08. Oktober: Philippe Thys, belgischer Radrennfahrer († 1971)
- 09. Oktober: Richard St. Barbe Baker, britischer Forstwissenschaftler, Umweltaktivist und Autor († 1982)
- 10. Oktober: Han van Meegeren, niederländischer Maler und Kunstfälscher († 1947)
- 11. Oktober: Fritz Adam, deutscher Politiker († 1945)
- 11. Oktober: Charles F. Wennerstrum, US-amerikanischer Richter bei den Nürnberger Prozessen († 1986)
- 12. Oktober: Alma Karlin, österreichisch-jugoslawische Journalistin und Reiseschriftstellerin († 1950)
- 12. Oktober: Hans von Arnim, deutscher Beamter, Kirchenfunktionär und Autor († 1971)
- 12. Oktober: Dietrich von Hildebrand, katholischer Philosoph, Theologe und Autor († 1977)
- 12. Oktober: Erich Przywara, deutscher Theologe und Religionsphilosoph († 1972)
- 13. Oktober: José Maza, chilenischer Politiker († 1964)
- 14. Oktober: Max Hoelz, deutscher Politiker († 1933)
- 16. Oktober: Reinhold Maier, deutscher Politiker, Ministerpräsident von Baden-Württemberg († 1971)
- 16. Oktober: Gottfried Kölwel, deutscher Lyriker, Dramatiker und Erzähler († 1958)
- 17. Oktober: William Charles Aalsmeer, niederländischer Kardiologe († 1957)
- 18. Oktober: Gertrude Aretz, deutsche Historikerin († 1938)
- 19. Oktober: Fannie Hurst, US-amerikanische Schriftstellerin und Journalistin († 1968)
- 20. Oktober: Fritz Terhalle, Wirtschaftswissenschaftler und Vorsitzender des wissenschaftlichen Beirats beim Bundesfinanzministerium († 1962)
- 21. Oktober: Albert Krushel, US-amerikanischer Radrennfahrer († 1959)
- 22. Oktober: William Stewart, australischer Sprinter († 1958)
- 23. Oktober: Gian Battista Mantegazzi, Schweizer Komponist und Dirigent († 1958)
- 24. Oktober: Nils Gustaf Andersson, schwedischer Schwimmer († 1973)
- 24. Oktober: Clovis Trouille, französischer Maler († 1975)
- 25. Oktober: Abel Gance, französischer Filmpionier († 1981)
- 25. Oktober: Peter Etzenbach, deutscher Politiker († 1976)
- 26. Oktober: Franz Bernthaler, österreichischer Lehrer und Widerstandskämpfer gegen den Nationalsozialismus († 1945)
- 27. Oktober: Rudolf Leonhard, deutscher Schriftsteller und Kommunist († 1953)
- 27. Oktober: Henri de Kérillis, französischer Militär und Politiker († 1958)
- 27. Oktober: Nelson Kraschel, US-amerikanischer Politiker († 1957)
- 28. Oktober: Rafael Alberto Arrieta, argentinischer Pädagoge, Schriftsteller und Übersetzer († 1968)
- 28. Oktober: Juliette Béliveau, kanadische Schauspielerin († 1975)
- 29. Oktober: Hermann Berndes, Hauptmann der Wehrmacht († 1945)
- 30. Oktober: Gustav Bark, Schweizer Fußballspieler († 1970)
- 30. Oktober: Josef Brunner, österreichischer Generalmajor († 1967)
- 31. Oktober: Mona Bates, kanadische Pianistin und Musikpädagogin († 1971)

### November
- 01. November: Huldreich Heusser, deutscher Automobilrennfahrer († 1928)
- 01. November: Hannah Höch, deutsche Collagekünstlerin des Dadaismus († 1978)
- 01. November: Philip Noel-Baker, britisches Parlamentsmitglied, Friedensnobelpreisträger († 1982)
- 01. November: Hans Wüthrich, Schweizer Fußballspieler, -trainer und -schiedsrichter († 1982)
- 02. November: Jón Halldórsson, isländischer Leichtathlet († 1984)
- 03. November: Heinrich Campendonk, deutscher Maler und Grafiker († 1957)
- 03. November: Rezső Seress, ungarischer Komponist († 1968)
- 03. November: Albert Steigenberger, deutscher Hotelier († 1958)
- 06. November: Alexandra Wassiljewna Artjuchina, sowjetische Partei- und Staatsfunktionärin († 1969)
- 06. November: Gabriel Hanot, französischer Fußballspieler und Journalist († 1968)
- 07. November: Wilhelm Friedle, Betriebsdirektor der Daimler-Benz AG, brachte das Fließband nach Deutschland. († 1935)
- 08. November: Josef Kroll, deutscher Altphilologe († 1980)
- 09. November: Umberto Malchiodi, italienischer Erzbischof und Bischof emeritus von Piacenza († 1974)
- 09. November: Snub Pollard, australischer Schauspieler († 1962)
- 10. November: Carl-Christian Arfsten, deutscher Politiker († 1969)
- 10. November: Boris Nikolajewitsch Jurjew, sowjetischer Hubschrauberkonstrukteur und -pionier († 1957)
- 10. November: Claude Rains, englischer Schauspieler († 1967)
- 10. November: Julius Franz Schütz, österreichischer Dichter und Kulturhistoriker († 1961)
- 11. November: Johnny Aubert, schweizerischer Pianist († 1954)
- 11. November: Kubota Mantarō, japanischer Schriftsteller († 1963)
- 12. November: Carl Haensel, deutscher Jurist und Schriftsteller († 1968)

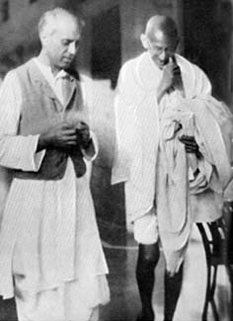
Jawaharlal Nehru mit Mahatma Gandhi, 1929

- 14. November: Jawaharlal Nehru, erster indischer Premierminister († 1964)
- 14. November: Taha Hussein, arabischer Schriftsteller († 1973)
- 15. November: Emanuel II., letzter portugiesischer König († 1932)
- 16. November: John Arnold, US-amerikanischer Kameramann († 1964)
- 16. November: Josef Andreas Jungmann, österreichischer Liturgiker und Konzilsberater († 1975)
- 16. November: George Simon Kaufman, US-amerikanischer Autor († 1961)
- 16. November: Sophus Hansen, dänischer Fußballspieler und -schiedsrichter († 1962)
- 17. November: Murata Shūgyo, japanischer Lyriker († 1967)
- 18. November: Stanislaw Kossior, sowjetischer Politiker († 1939)
- 18. November: Hannes Meyer, Schweizer Architekt und Urbanist († 1954)
- 18. November: Hans Reimann, deutscher Schriftsteller, Dramatiker und Drehbuchautor († 1969)
- 18. November: Zoltán Tildy, ungarischer Ministerpräsident und Staatspräsident († 1961)
- 19. November: Clifton Webb, US-amerikanischer Schauspieler († 1966)
- 20. November: Edwin Hubble, US-amerikanischer Astronom († 1953)
- 22. November: Gordon Browning, US-amerikanischer Politiker († 1976)
- 22. November: Erwin Stresemann, deutscher Ornithologe († 1972)
- 23. November: Jakob Altmaier, deutscher Politiker und MdB († 1963)
- 23. November: Otto Korfes, deutscher Historiker und Offizier († 1964)
- 24. November: Johannes Heckel, deutscher Kirchenrechtler († 1963)
- 24. November: Kurt Freiherr von Schröder, deutscher Großbankier und SS-Brigadeführer († 1966)
- 25. November: Fritz Cockerell, deutscher Pionier des Automobilbaues († 1965)
- 25. November: Karl Schubert, österreichischer Heilpädagoge und Waldorfpädagoge († 1949)
- 26. November: Heinrich Mitteis, deutscher Rechtshistoriker († 1952)
- 27. November: Carl Atwood Hatch, US-amerikanischer Politiker († 1963)
- 30. November: Edgar Douglas Adrian, britischer Anatom und Physiologe († 1977)

### Dezember
- 01. Dezember: Wassili Konstantinowitsch Blücher, General der Roten Armee und Marschall der Sowjetunion († 1938)
- 01. Dezember: Darcy Hadfield, neuseeländischer Ruderer († 1964)
- 02. Dezember: Arvo Ossian Aaltonen, finnischer Schwimmer († 1949)
- 02. Dezember: Margot Benary-Isbert, deutsche Autorin († 1979)
- 04. Dezember: Lloyd Bacon, US-amerikanischer Schauspieler und Regisseur († 1955)
- 04. Dezember: Jack Ernst, US-amerikanischer American-Football-Spieler († 1968)
- 04. Dezember: René Gaudin, französischer Automobilrennfahrer († 1958)
- 06. Dezember: Max Pulver, Schweizer Psychologe, Graphologe, Lyriker, Dramatiker und Erzähler († 1952)
- 07. Dezember: Gabriel Marcel, französischer Philosoph († 1973)
- 08. Dezember: Hervey Allen, US-amerikanischer Schriftsteller († 1949)
- 08. Dezember: Leopold Marx, deutscher Schriftsteller, Dichter und Fabrikant († 1983)
- 09. Dezember: Hannes Kolehmainen, finnischer Leichtathlet († 1966)
- 10. Dezember: Ray Collins, US-amerikanischer Schauspieler († 1965)
- 10. Dezember: Ludwig Huber, deutscher Landwirt und NSDAP-Politiker († 1946)
- 11. Dezember: Max Ladner, Schweizer Buddhist († 1963)
- 12. Dezember: Otto Scheff, österreichischer Freistil-Schwimmer († 1956)
- 12. Dezember: Väinö Albert Nuorteva, finnischer Schriftsteller und Journalist († 1967)
- 13. Dezember: Karl Peter Anspach, deutscher Kaufmann († 1941)
- 13. Dezember: Bernhard Villinger, deutscher Arzt, Sportler, Filmpionier und Forscher († 1967)
- 14. Dezember: Ernst Flückiger, Schweizer Sozialpolitiker und Gewerkschafter († 1955)
- 14. Dezember: Maximilian Müller-Jabusch, deutscher Journalist († 1961)
- 14. Dezember: Ruth Parnitzke, deutsche Malerin († 1975)
- 15. Dezember: Kurt Adams, deutscher Politiker († 1944)
- 15. Dezember: Egmont H. Arens, US-amerikanischer Industriedesigner und Redakteur († 1966)
- 15. Dezember: Kai Senstius, dänischer Komponist († 1966)
- 19. Dezember: Eduard Hiiop, estnischer Eiskunstläufer und Leichtathlet († 1941)
- 20. Dezember: Otto Koehler, deutscher Zoologe und Ethologe († 1974)
- 20. Dezember: Božidar Širola, kroatischer Komponist († 1956)
- 21. Dezember: Willi Max Scheid, deutscher Architekt, Gebrauchsgrafiker und Hochschullehrer († 1932)
- 21. Dezember: Sewall Wright, US-amerikanischer Biologe, Genetiker († 1988)
- 22. Dezember: Jean Baptiste Janssens, belgischer Ordensgeneral († 1964)
- 23. Dezember: Emil Brunner, Schweizer reformierter Theologe († 1966)
- 23. Dezember: Hans Meineke, deutscher Politiker († 1960)
- 24. Dezember: Osmín Aguirre y Salinas, sansalvadorianischer Militär († 1977)
- 24. Dezember: William Donald Patrick, britischer Richter am Court of Session und des Internationalen Militärgerichtshof für den Fernen Osten († 1967)
- 25. Dezember: Hermann Conrad, deutscher Heimatforscher († 1959)
- 25. Dezember: Wilhelm Jelinek, deutscher Betriebsratsvorsitzender, Anarchosyndikalist († 1952)
- 26. Dezember: Franz Stephan Griese, deutscher Ex-Priester und Linguistikprofessor der Universität Buenos Aires, Argentinien († nach 1953)
- 26. Dezember: Wladimir Sokoloff, russischer Filmschauspieler, ausgewandert in die USA († 1962)
- 27. Dezember: Lucien Hussel, französischer Politiker und Résistant († 1967)
- 27. Dezember: Lino Salini, Frankfurter Maler, Zeichner und Karikaturist († 1944)
- 28. Dezember: Raymond Saladin, französischer Automobilrennfahrer († 1975)
- 30. Dezember: Georg von der Vring, deutscher Schriftsteller († 1968)

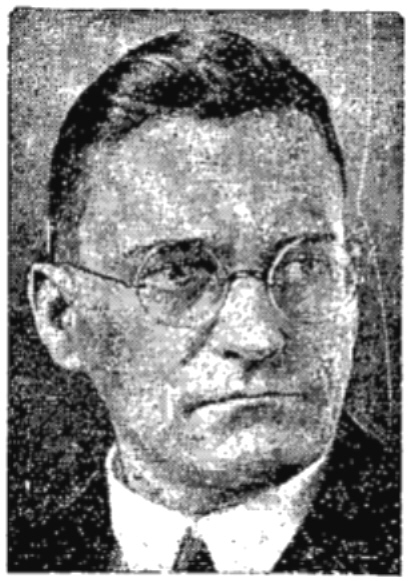
Adolf Grimme

- 31. Dezember: Adolf Grimme, deutscher Politiker († 1963)
- 31. Dezember: Marcel Pilet-Golaz, Schweizer Politiker († 1958)

### Genaues Geburtsdatum unbekannt
- Mario Acerboni, italienischer Radsportler, Motorradrennfahrer und Unternehmer († 1967)
- William Asbury, britischer Politiker († 1961)
- Bruno Bandini, argentinischer Bratschist, Dirigent und Musikpädagoge italienischer Herkunft († 1969)
- Henri Czaplinski, polnisch-jüdischer Geiger und Musikpädagoge (Todesdatum unbekannt)
- Ross Hamilton, kanadischer Schauspieler († 1965)
- Leonard Heaton, kanadischer Pianist und Musikpädagoge († 1963)
- Mischa Léon, dänischer Sänger († 1926)
- Firuz Nosratdoleh, iranischer Politiker († 1937)
- Erik Widmark, schwedischer Chemiker († 1945)

## Gestorben

### Erstes Quartal
- 01. Januar: Johann Kravogl, Südtiroler Büchsenmacher und Mechaniker (* 1823)
- 03. Januar: Philipp Hoffmann, deutscher Architekt und Stadtbaumeister (* 1806)
- 03. Januar: Giuseppe dell’Orefice, italienischer Komponist (* 1848)
- 04. Januar: Adolf Friedrich, deutscher Maler (* 1824)
- 11. Januar: Otho Robards Singleton, US-amerikanischer Politiker (* 1814)
- 12. Januar: Anton von Schullern zu Schrattenhofen, österreichischer Lyriker und Schulmann (* 1832)
- 14. Januar: Josef Martin Knüsel, Schweizer Politiker (* 1813)
- 23. Januar: Alexandre Cabanel, französischer Maler (* 1823)
- 28. Januar: Đồng Khánh, neunter Kaiser der vietnamesischen Nguyễn-Dynastie (* 1864)
- 30. Januar: Mary Vetsera, österreichische Adlige (* 1871)
- 30. Januar: Rudolf, Erzherzog und Thronfolger von Österreich-Ungarn (* 1858)
- 01. Februar: Joseph Gungl, ungarischer Komponist (* 1809)
- 01. Februar: Carl Leverkus, deutscher Chemieunternehmer (* 1804)
- 03. Februar: Belle Starr, US-amerikanische Räuberbraut (* 1848)
- 05. Februar: Ole Jacob Broch, norwegischer Mathematiker und Politiker (* 1818)
- 05. Februar: Jean Gaberel, Schweizer evangelischer Geistlicher und Hochschullehrer (* 1810)
- 10. Februar: Théodore Piguet, Schweizer Jurist und Politiker (* 1816)
- 14. Februar: Ernst Heinrich von Dechen, deutscher Mineraloge und Geologe, Professor für Bergbaukunde (* 1834)
- 20. Februar: Franz von Mendelssohn, deutscher Bankier (* 1829)
- 23. Februar: Christian August Berkholz, deutsch-baltischer Geistlicher und Pädagoge (* 1805)
- 25. Februar: Carlo Sacconi, italienischer Kurienkardinal (* 1808)
- 26. Februar: Karl Juljewitsch Dawidow, russischer Komponist, Dirigent, Cellist und Musikpädagoge (* 1838)
- 02. März: Jules Ozenne, französischer Politiker (* 1809)
- 05. März: Johann Georg Eccarius, deutscher Arbeiteraktivist und Gewerkschafter (* 1818)
- 05. März: Karl Emanuel Klitzsch, deutscher Organist, Komponist und Musikschriftsteller (* 1812)
- 08. März: John Ericsson, schwedischer Ingenieur (* 1803)
- 08. März: Anton Romako, österreichischer Maler (* 1832)
- 09. März: Paolo Ferrari, italienischer Lustspieldichter (* 1822)
- 10. März: Yohannes IV., äthiopischer Kaiser (* 1831)
- 11. März: Ernst Hermann Arndt, deutscher Architekt und Hochschullehrer (* 1807)
- 11. März: Benjamin Franklin Baker, US-amerikanischer Komponist (* 1811)
- 13. März: Enrico Tamberlik, italienischer Operntenor (* 1820)
- 14. März: Adonijah Welch, US-amerikanischer Politiker (* 1821)
- 16. März: Ernst Wilhelm Leberecht Tempel, deutscher Astronom und Lithograf (* 1821)
- 22. März: Stanley Matthews, US-amerikanischer Richter und Politiker (* 1824)
- 22. März: Samson Vuilleumier, Schweizer evangelischer Geistlicher und Hochschullehrer (* 1804)
- 24. März: Franciscus Cornelis Donders, niederländischer Physiologe und Wegbereiter auf dem Gebiet der Augenheilkunde (* 1818)
- 26. März: Wilhelm von Breithaupt, deutscher Offizier (* 1809)
- 26. März: Theodor Steinweg, deutsch-amerikanischer Klavierbauer, Philanthrop, Erfinder, Musikinstrumentensammler und Museumsgründer (* 1825)
- 26. März: Karl von Varnbüler, württembergischer Staatsminister und Reichstagsabgeordneter, (* 1809)
- 27. März: John Bright, britischer Politiker (* 1811)

### Zweites Quartal
- 04. April: Gisela von Arnim, deutsche Schriftstellerin (* 1827)
- 04. April: Eugen von Keyserling, deutschbaltischer Forschungsreisender und Arachnologe (* 1832)
- 06. April: Sir Frederick Arthur Gore Ouseley, englischer Musikgelehrter, Organist und Komponist (* 1825)
- 08. April: Joseph Jean-Baptiste Laurent Arban, französischer Komponist und Kornettist (* 1825)

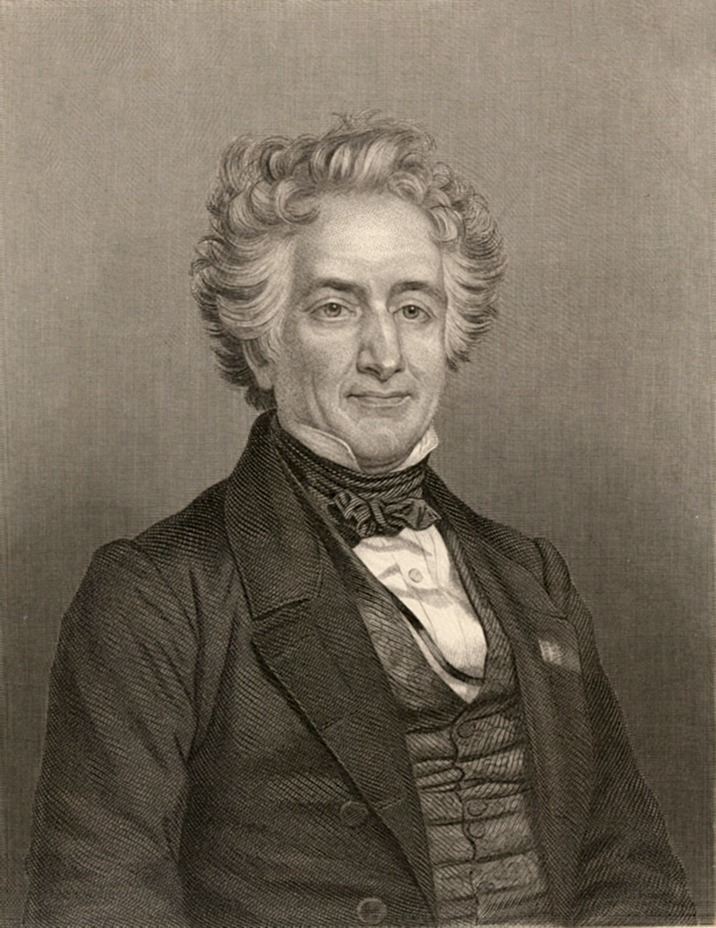
Eugène Chevreul

- 09. April: Eugène Chevreul, französischer Chemiker (* 1786)
- 09. April: Andrew Charles Elliott, kanadischer Politiker (* 1828)
- 11. April: Émile de Najac, französischer Librettist (* 1828)
- 13. April: John Palmer Usher, US-amerikanischer Politiker (* 1816)
- 15. April: Damian de Veuster, belgisches Mitglied der Kongregation von den Heiligsten Herzen Jesu und Mariä (* 1840)
- 16. April: Louis Ulbach, französischer Schriftsteller und Journalist (* 1822)
- 23. April: Ernst Julius Engelhardt, deutscher Theaterschauspieler (* 1836)
- 29. April: Friedrich Ferdinand Löwe, deutscher Schriftsteller, Bibliothekar und Übersetzer (* 1809)
- 29. April: Josef Werndl, österreichischer Waffenproduzent (* 1831)
- 30. April: William Henry Barnum, US-amerikanischer Politiker und Industrieller (* 1818)
- 01. Mai: Heinrich Adolph Meyer, deutscher Meeresforscher und Fabrikant (* 1822)
- 10. Mai: Michail Saltykow-Schtschedrin, russischer Schriftsteller und Satiriker (* 1826)
- 17. Mai: Marie Friederike von Preußen, Königin von Bayern (* 1825)
- 27. Mai: Clément Broutin, französischer Komponist (* 1851)
- 03. Juni: Bernhard Förster, deutscher Gymnasiallehrer, politischer Agitator und Gatte von Elisabeth Nietzsche (* 1843)
- 08. Juni: Gerard Manley Hopkins, britischer Lyriker und Jesuit (* 1844)
- 09. Juni: Manuel García de la Huerta Pérez, chilenischer Politiker (* 1837)
- 15. Juni: Mihai Eminescu, rumänischer Dichter (* 1850)
- 23. Juni: Victor Chauffour, französischer Hochschullehrer und Politiker (* 1819)
- 26. Juni: Simon Cameron, US-amerikanischer Kriegsminister (* 1799)
- 26. Juni: Ludwig Wolf, deutscher Arzt und Anthropologe (* 1850)
- 27. Juni: Carlotta Patti, italienische Sopranistin (* 1835)
- 27. Juni: Whitney Eugene Thayer, US-amerikanischer Organist und Komponist (* 1838)
- 28. Juni: Maria Mitchell, US-amerikanische Astronomin und Frauenrechtlerin (* 1818)

### Drittes Quartal
- 01. Juli: José Joaquín Pérez, chilenischer Politiker (* 1801)
- 04. Juli: Srpuhi Nschan Kalfayan, armenische Ordensgründerin (* 1822)
- 07. Juli: William Anderson Pile, US-amerikanischer Politiker (* 1829)
- 07. Juli: Theodor Weber, deutscher Konsul (* 1844)
- 10. Juli: Carl Anwandter, deutscher Apotheker und Politiker (* 1801)
- 11. Juli: Bernhard Solger, Architekt und städtischer Baurat von Nürnberg (* 1812)
- 13. Juli: Robert Hamerling, österreichischer Schriftsteller (* 1830)
- 16. Juli: Michele Amari, italienischer Geschichtsforscher und Orientalist (* 1806)
- 18. Juli: Domingo Santa María, chilenischer Politiker und Präsident (* 1825)
- 20. Juli: Anton Ausserer, österreichischer Naturforscher und Arachnologe (* 1843)
- 21. Juli: Nelson Dewey, US-amerikanischer Politiker (* 1813)
- 26. Juli: Hans Tappenbeck, deutscher Offizier und Afrikaforscher (* 1861)
- 31. Juli: Eduard Lübbert, deutscher Altphilologe und Archäologe (* 1830)
- 31. Juli: Hugo von Ritgen, deutscher Architekt (* 1811)
- 31. Juli: Edward Henry Rollins, US-amerikanischer Politiker (* 1824)
- 01. August: Alexander Edmund Batson Davie, kanadischer Politiker (* 1847)
- 01. August: Evaristo Carazo Aranda, Präsident von Nicaragua (* 1822)
- 05. August: Fanny Lewald, deutsche Schriftstellerin (* 1811)
- 08. August: Wilhelm Studemund, deutscher Klassischer Philologe (* 1843)
- 10. August: Jan Jonker Afrikaner, Kaptein der Orlam-Afrikaner (* um 1820)
- 12. August: Georg Michael Pachtler, deutscher Jesuit, Theologe, Priester und Pädagoge (* 1825)
- 15. August: Theodor Christlieb, deutscher evangelischer Theologe (* 1833)
- 17. August: Ernst Frank, deutscher Komponist und Dirigent (* 1847)
- 18. August: Georg Mickley, deutscher Orgelbauer (* 1816)
- 23. August: Johann Georg Anton Geuther, deutscher Chemiker (* 1833)
- 01. September: António Bernardo da Costa Cabral, portugiesischer Politiker und Diktator (* 1803)
- 01. September: Christian August Selmer, norwegischer Jurist und Politiker (* 1816)
- 02. September: Sachari Stojanow, bulgarischer Schriftsteller, Historiker und Politiker (* 1850)
- 03. September: Julius Weizsäcker, deutscher Historiker (* 1828)
- 08. September: Hermann Victor Andreae, deutscher Theologe, Arzt, Philosoph, Jurist und Sprachwissenschaftler (* 1817)
- 10. September: Charles III., Fürst von Monaco (* 1818)
- 10. September: Rudolf Voltolini, deutscher Mediziner und HNO-Arzt (* 1819)
- 12. September: Fustel de Coulanges, französischer Historiker (* 1830)
- 19. September: Friedrich Wilhelm Walther von Walderstötten, königlich bayerischer General der Infanterie und Kartograf (* 1805)
- 23. September: Wilkie Collins, britischer Schriftsteller und Verfasser der ersten Mystery-Thriller (* 1824)
- 23. September: Placido Maria Schiaffino, italienischer Abt und Kardinal (* 1829)
- 24. September: Daniel Harvey Hill, US-amerikanischer General (* 1821)

### Viertes Quartal
- 06. Oktober: Jules Dupré, französischer Landschaftsmaler (* 1811)
- 08. Oktober: Ewald Oskar Aders, deutscher Landgerichtsdirektor und Mäzen (* 1831)
- 10. Oktober: Adolf von Henselt, deutscher Komponist und Klaviervirtuose (* 1814)
- 10. Oktober: Heinrich Heydemann, deutscher Archäologe (* 1842)

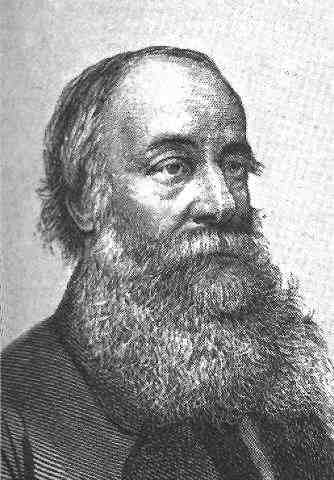
James Prescott Joule

- 11. Oktober: James Prescott Joule, britischer Physiker (* 1818)
- 17. Oktober: John Hartranft, US-amerikanischer Politiker (* 1830)
- 17. Oktober: Heinrich Honegger, Schweizer Jurist und Politiker (* 1832)
- 18. Oktober: Antonio Meucci, US-amerikanischer Erfinder (* 1808)
- 19. Oktober: Ludwig I., portugiesischer König (* 1838)
- 19. Oktober: Joseph Amberger, deutscher Theologe und Geistlicher (* 1816)
- 22. Oktober: Olivier Métra, französischer Komponist und Dirigent (* 1830)
- 22. Oktober: Timofei Sawwitsch Morosow, russischer Unternehmer und Mäzen (* 1823)
- 24. Oktober: John Lawrence Manning, US-amerikanischer Politiker (* 1816)
- 25. Oktober: Émile Augier, französischer Dramatiker (* 1820)
- 28. Oktober: Gustav von Rümelin, deutscher Pädagoge, Statistiker und Politiker (* 1815)
- 000Oktober: Louis Lebel, französischer Organist und Musikpädagoge (* 1831)
- 08. November: Wilhelm von Abbema, deutscher Maler, Kupferstecher und Radierer (* 1812)
- 11. November: Max Amberger, deutscher Instrumentenbauer (* 1839)
- 14. November: William Nathan Harrell Smith, US-amerikanischer Politiker (* 1812)
- 17. November: Ketil Motzfeldt, norwegischer Politiker (* 1814)
- 19. November: Eugène Bersier, französischer evangelischer Geistlicher (* 1831)
- 20. November: August Engelbrekt Ahlqvist, finnischer Sprachforscher (* 1826)
- 20. November: Louise Zeller, deutsche Autorin historischer Romane (* 1823)
- 21. November: William Theophilus Dortch, US-amerikanischer Politiker (* 1824)
- 21. November: Eduard Pötzsch, deutscher Architekt und Wegbereiter der Bahnhofsarchitektur (* 1803)
- 22. November:Georg Prahl Harbitz, norwegischer Pfarrer und Stortingspräsident (* 1802)
- 26. November: Gaetana Sterni, Selige, italienische Ordensfrau und Ordensgründerin (* 1827)
- 28. November: Richard von Volkmann, deutscher Chirurg und Schriftsteller (* 1830)

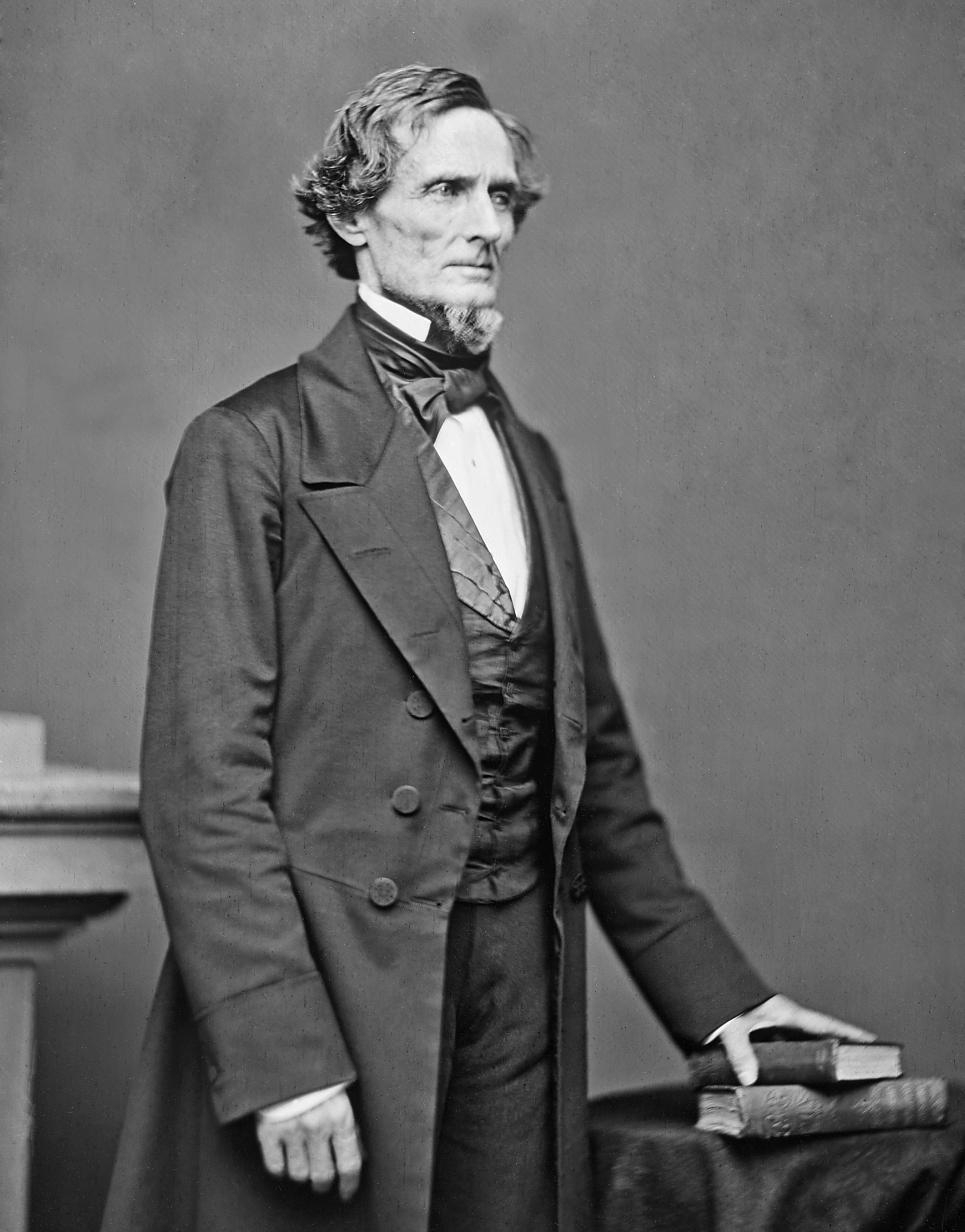
Jefferson Davis

- 06. Dezember: Jefferson Davis, US-amerikanischer Politiker der Südstaaten (* 1808)
- 10. Dezember: Ludwig Anzengruber, österreichischer Dichter, Erzähler und Dramatiker (* 1839)
- 11. Dezember: David Atwood, US-amerikanischer Politiker (* 1815)
- 12. Dezember: Theodor Bertschinger, Schweizer Kaufmann und Politiker (* 1814)
- 12. Dezember: Robert Browning, britischer Dichter (* 1812)
- 12. Dezember: Wiktor Bunjakowski, russischer Mathematiker (* 1804)
- 13. Dezember: Jenő Ábel, ungarischer Schriftsteller, Altphilologe und Hochschullehrer (* 1858)
- 14. Dezember: Cölestin Josef Ganglbauer, Erzbischof von Wien (* 1817)
- 15. Dezember: Carl Lampe, Leipziger Unternehmer, Kunstmäzen und Pionier des Eisenbahnwesens (* 1804)
- 18. Dezember: Wilhelm von Giesebrecht, deutscher Historiker (* 1814)
- 21. Dezember: Friedrich August von Quenstedt, deutscher Geologe, Paläontologe, Mineraloge und Kristallograph (* 1809)
- 24. Dezember: Adolf Ignaz Mautner von Markhof, österreichischer Industrieller (* 1801)
- 25. Dezember: Georges Cloué, französischer Marineoffizier und Politiker (* 1817)
- 27. Dezember: Eduard Bendemann, deutscher Maler (* 1811)
- 27. Dezember: Ernst Schering, deutscher Apotheker und Industrieller, Gründer der späteren Schering AG (* 1824)
- 27. Dezember: Alfred von Kremer, österreichischer Orientalist (* 1828)
- 28. Dezember: Ferdinand Dinse, deutscher Orgelbauer (* 1811)
- 30. Dezember: Henry Yule, britischer Ingenieur, Geograph, Eisenbahnplaner und Orientalist (* 1820)

### Genaues Todesdatum unbekannt
- Abdallah III. ibn Faisal ibn Turki Al Saud, Imam der Wahhabiten
- Miguel Campos, chilenischer Maler (* 1844)